# Temporada 2015 del Campeonato Brasileño de Superbikes
La temporada 2015 del Campeonato Brasileño de Superbikes es la 6.ª edición del Campeonato Brasileño de Superbikes desde que este iniciara en 2010.
El "Campeonato Brasileño de Superbikes" es la principal categoría de motociclismo en Brasil junto con Campeonato Brasileño de Moto 1000 GP. Fue creado en 2010. y ha sido gestionado desde su fundación por la empresa de Bruno Corano.
Una superbike (abreviado a menudo como SBK) es un tipo de motocicleta que se utiliza en competiciones de motociclismo de velocidad, entre ellas el Campeonato Mundial de Superbikes y el Campeonato Mundial de Motociclismo de Resistencia. A diferencia de las motocicletas usadas en el Campeonato Mundial de Motociclismo, las superbikes deben ser modelos derivados de los de serie. Esto las hace menos costosas de desarrollar y mantener, por lo cual varios campeonatos nacionales de motociclismo de velocidad se disputan con ellas.
Para que las marcas de motocicletas puedan usar sus motocicletas en los campeonatos, deben primero homologarlas y vender una cierta cantidad de unidades al público. Según el campeonato, se permite la modificación de suspensiones, frenos y ruedas. Los motores son de alta cilindrada: entre 850 y 1200 cc para motores bicilíndricos, y entre 750 y 1000 cc para los de cuatro cilindros. Hasta mediados de la década de 1990, también se permitieron motores de dos tiempos en lugar de cuatro tiempos, en este caso de hasta 500 cc de cilindrada.

## Calendario
| Ronda | Fecha            | Gran Premio                        | Circuito                                          | Ciudad                | Horário | Info   |
| ----- | ---------------- | ---------------------------------- | ------------------------------------------------- | --------------------- | ------- | ------ |
| 1     | 24 de abril      | Grande Prêmio de Goiás             | Autódromo Ayrton Senna                            | Goiânia, GO           | 08h00   | [ 1 ]  |
| 2     | 5 de mayo        | Grande Prêmio do Rio Grande do Sul | Velopark                                          | Nova Santa Rita, RS   | 08h00   | [ 2 ]  |
| 3     | 24 de julio      | Grande Prêmio do Paraná            | Autódromo Internacional Ayrton Senna              | Londrina, PR          | 08h00   | [ 3 ]  |
| 4     | 29 de agosto     | Grande Prêmio de Interlagos        | Autódromo Internacional de Interlagos             | São Paulo, SP         | 08h00   | [ 4 ]  |
| 5     | 11 de septiembre | Grande Prêmio de Santa Cruz do Sul | Autódromo Internacional de Santa Cruz do Sul      | Santa Cruz do Sul, RS | 08h00   | [ 5 ]  |
| 6     | 25 de septiembre | Grande Prêmio de Caruaru           | Autódromo Internacional Ayrton Senna              | Caruaru, PE           | 08h00   | [ 6 ]  |
| 7     | 5 de octubre     | Grande Prêmio de Goiânia           | Autódromo Ayrton Senna                            | Goiânia, GO           | 08h00   | [ 7 ]  |
| 8     | 16 de octubre    | Grande Prêmio Petrobras            | Autódromo Ayrton Senna                            | Goiânia, GO           | 08h00   | [ 8 ]  |
| 9     | 20 de noviembre  | Grande Prêmio de Londrina          | Autódromo Internacional Ayrton Senna              | Londrina, PR          | 08h00   | [ 9 ]  |
| 10    | 11 de diciembre  | Grande Prêmio de Cascavel          | Autódromo Internacional de Cascavel - Zilmar Beux | Cascavel, PR          | 08h00   | [ 10 ] |

## Equipos y pilotos

### Superbike
| Equipo                                       | Constructor | Moto                  | Neu. | N.º | Piloto                             | Rondas           |
| -------------------------------------------- | ----------- | --------------------- | ---- | --- | ---------------------------------- | ---------------- |
| Honda Mobil Racing                           | Honda       | Honda CBR 1000RR      | P    | 36  | Maico Teixeira                     | Todas            |
| Honda Mobil Racing                           | Honda       | Honda CBR 1000RR      | P    | 51  | José Luiz Teixeira Jr "Cachorrão"  | Todas            |
| Honda Mobil Racing                           | Honda       | Honda CBR 1000RR      | P    | 68  | Diego Faustino                     | Todas            |
| Tecfil Racing Team                           | Kawasaki    | Kawasaki Ninja ZX-10R | P    | 17  | Danilo Lewis                       | Todas            |
| Tecfil Racing Team                           | Kawasaki    | Kawasaki Ninja ZX-10R | P    | 18  | Gian Paolo de Filippis             | 3 y 6            |
| Tecfil Racing Team                           | Kawasaki    | Kawasaki Ninja ZX-10R | P    | 4   | Iberson Thiago Vieira              | 3-4 y 7-8        |
| Tecfil Racing Team                           | Kawasaki    | Kawasaki Ninja ZX-10R | P    | 38  | Ricardo Negretto                   | 1, 3-4, 6-8 y 10 |
| Mobil Monster Energy Kawasaki Superbike Team | Kawasaki    | Kawasaki Ninja ZX-10R | P    | 34  | Bruno Corano                       | Todas            |
| BH Racing                                    | BMW         | BMW S1000RR           | P    | 777 | Pablo Flores Nunes                 | 1 y 3-10         |
| BH Racing                                    | Kawasaki    | Kawasaki Ninja ZX-10R | P    | 75  | Fabrício de Castro                 | 1-9              |
| Mobil Ituran Racing                          | Kawasaki    | Kawasaki Ninja ZX-10R | P    | 113 | Joãozinho Sobreira Treze           | 1-6              |
| Motom                                        | Kawasaki    | Kawasaki Ninja ZX-10R | P    | 5   | Mauro Thomassini                   | 1-6              |
| Dynel's Racing Team                          | Kawasaki    | Kawasaki Ninja ZX-10R | P    | 41  | Massao Nishimoto                   | 1-3 y 9-10       |
| MotoSchool Racing Team                       | Kawasaki    | Kawasaki Ninja ZX-10R | P    | 20  | Fernando Min                       | Todas            |
| MotoSchool Racing Team                       | Honda       | Honda CBR 1000RR      | P    | 43  | Rodrigo Rocky                      | 2-6 y 9-10       |
| MotoSchool Racing Team                       | Kawasaki    | Kawasaki Ninja ZX-10R | P    | 177 | Marcelo Skaf                       | 2-10             |
| Solo Moto                                    | Kawasaki    | Kawasaki Ninja ZX-10R | P    | 8   | Daniel Gurgel Mendonça             | 1 y 3-6          |
| Casa dos Motoqueiros                         | Kawasaki    | Kawasaki Ninja ZX-10R | P    | 31  | Rogério Gentil Fernandes           | 1-3 y 5-10       |
| Suzuki/Econs/Best Rivers/Vaz Racing          | Suzuki      | Suzuki GSX-R 1000     | P    | 2   | Elson Tenebra Otero                | Todas            |
| Suzuki/Econs/Best Rivers/Vaz Racing          | Suzuki      | Suzuki GSX-R 1000     | P    | 111 | Willians Sales Piuí                | 4                |
| Simohara                                     | Kawasaki    | Kawasaki Ninja ZX-10R | P    | 83  | Danilo Rafael Berto                | 1                |
| City Service BSB Moto                        | Honda       | Honda CBR 1000RR      | P    | 74  | Ian Lucas Testa                    | 1                |
| Motonil Motors                               | Kawasaki    | Kawasaki Ninja ZX-10R | P    | 913 | Fernando Guerra                    | 7-10             |
| Qatar Racing                                 | Kawasaki    | Kawasaki Ninja ZX-10R | P    | 727 | Aldo Casalecchi Filho              | 7-10             |
| Martínez Racing                              | Kawasaki    | Kawasaki Ninja ZX-10R | P    | 69  | Sebastian Martínez                 | 9-10             |
| Spaal Dynamic / Red Red Bike                 | Kawasaki    | Kawasaki Ninja ZX-10R | P    | 00  | Alexandre Marzola "Dick Vigarista" | 6-10             |
| Pokémon Pneus                                | Kawasaki    | Kawasaki Ninja ZX-10R | P    | 77  | Luciano Gomes Pokémon              | 7-8              |
| PKM Racing                                   | Kawasaki    | Kawasaki Ninja ZX-10R | P    | 78  | Rui Luiz Alves                     | 7-8              |
| Marina Club Racing Team                      | Kawasaki    | Kawasaki Ninja ZX-10R | P    | 13  | Jonas Elias Souza da Silva         | 7-8              |
| Marina Club Racing Team                      | Kawasaki    | Kawasaki Ninja ZX-10R | P    | 93  | Gustavo Herrera                    | 3                |
| Portaluppi Race Team                         | Kawasaki    | Kawasaki Ninja ZX-10R | P    | 46  | Robson Portaluppi                  | 2                |
| Portaluppi Race Team                         | Kawasaki    | Kawasaki Ninja ZX-10R | P    | 131 | Ricardo Fox                        | 6                |
| Misano Racing Team                           | BMW         | BMW S1000RR           | P    | 3   | Daniel Toloni                      | 4                |
| Misano Racing Team                           | Honda       | Honda CBR 1000RR      | P    | 133 | José Cunha                         | 4                |
| Avap Racing Team                             | Honda       | Honda CBR 1000RR      | P    | 430 | Luciano Bastos                     | 4-6              |

| Legenda             |
| ------------------- |
| Piloto da Temporada |
| Piloto Convidado    |
| Piloto Substituto   |

### Superbike Light
| Equipo                              | Constructor | Moto                  | Neu. | N.º | Piloto                          | Rondas        |
| ----------------------------------- | ----------- | --------------------- | ---- | --- | ------------------------------- | ------------- |
| Califórnia Racing Team              | Kawasaki    | Kawasaki Ninja ZX-10R | P    | 21  | Alessandro Andrade              | 1 y 7-10      |
| Califórnia Racing Team              | Kawasaki    | Kawasaki Ninja ZX-10R | P    | 007 | Thelmo Galvão                   | 7-10          |
| Black Day Racing Team               | Kawasaki    | Kawasaki Ninja ZX-10R | P    | 560 | Juracy Rodrigues "Black"        | Todas         |
| Black Day Racing Team               | BMW         | BMW S1000RR           | P    | 87  | Jonathan Baldochi               | 3             |
| Kobe Motos/A2 Informática           | Kawasaki    | Kawasaki Ninja ZX-10R | P    | 18  | Guto Figueiredo                 | Todas         |
| SBR Racing Team                     | Kawasaki    | Kawasaki Ninja ZX-10R | P    | 45  | Cássio Silva                    | 1, 4-6 y 9-10 |
| Viana Racing                        | Kawasaki    | Kawasaki Ninja ZX-10R | P    | 49  | Rodrigo Soncini Ronchetti       | Todas         |
| Viana Racing                        | Kawasaki    | Kawasaki Ninja ZX-10R | P    | 29  | Rafael Dadário                  | 9-10          |
| Viana Racing                        | Kawasaki    | Kawasaki Ninja ZX-10R | P    | 76  | Eduardo Putrino                 | 1-5 y 7-10    |
| BH Racing                           | Kawasaki    | Kawasaki Ninja ZX-10R | P    | 8   | Michel Semaan Abboud            | Todas         |
| BH Racing                           | Kawasaki    | Kawasaki Ninja ZX-10R | P    | 100 | Jirios Semaan Abboud            | 1, 4-5 y 7-10 |
| BH Racing                           | BMW         | BMW S1000RR           | P    | 171 | Wallison Vilaça                 | Todas         |
| BH Racing                           | BMW         | BMW S1000RR           | P    | 95  | Marcos Paulo Lacerda            | Todas         |
| Vitória Racing / HG Motos           | BMW         | BMW S1000RR           | P    | 760 | Marcos Antônio Migliorelli      | 1, 3-4 y 7-10 |
| Vitória Racing / HG Motos           | BMW         | BMW S1000RR           | P    | 9   | Marcos Ramalho                  | 1-2 y 9-10    |
| MotoSchool Racing Team              | Kawasaki    | Kawasaki Ninja ZX-10R | P    | 74  | Adriano Garcia                  | Todas         |
| MotoSchool Racing Team              | Kawasaki    | Kawasaki Ninja ZX-10R | P    | 19  | Jeferson Valezin "Jé do Seguro" | 1             |
| HG Motos Racing                     | Suzuki      | Suzuki GSX-R 1000     | P    | 157 | Jeferson Marchesin Friche       | 1, 3-5 y 7-10 |
| HG Motos Racing                     | Yamaha      | Yamaha R1             | P    | 207 | Daniel Monteiro                 | 4             |
| HG Motos Racing                     | Honda       | Honda CBR 1000RR      | P    | 72  | Ricardo Sein Pereira            | 1             |
| Errera Racing                       | Kawasaki    | Kawasaki Ninja ZX-10R | P    | 86  | Édson Errera                    | Todas         |
| Misano Racing Team                  | Kawasaki    | Kawasaki Ninja ZX-10R | P    | 47  | Fábio Nallin                    | 1 y 4         |
| Misano Racing Team                  | BMW         | BMW S1000RR           | P    | 3   | Daniel Toloni                   | 4             |
| Misano Racing Team                  | Kawasaki    | Kawasaki Ninja ZX-10R | P    | 137 | Fabian Tortorello               | 4             |
| Team VHR Racing                     | Ducati      | Ducati Panigale V4 S  | P    | 88  | Henrique Castro                 | 1             |
| Team VHR Racing                     | Ducati      | Ducati Panigale V4 S  | P    | 85  | Irineu Cerino Jr                | 4             |
| GYN Racing Team                     | Kawasaki    | Kawasaki Ninja ZX-10R | P    | 12  | Kaio Rangel Cordeiro e Brito    | 1             |
| GYN Racing Team                     | Kawasaki    | Kawasaki Ninja ZX-10R | P    | 38  | Luciano de Oliveira Gomes       | 1             |
| Red Red Racing                      | Kawasaki    | Kawasaki Ninja ZX-10R | P    | 0   | Alexandre Marzola               | 1 y 4         |
| Os Impossíveis/Pokémon Pneus Racing | Suzuki      | Suzuki GSX-R 1000     | P    | 145 | Nélson Gonçalves "Mágico"       | 1-2 y 4       |
| Simohara Motorcycles                | Kawasaki    | Kawasaki Ninja ZX-10R | P    | 56  | Levy Lopes                      | 1-2 y 6       |
| Simohara Motorcycles                | Kawasaki    | Kawasaki Ninja ZX-10R | P    | 83  | Danilo Berto                    | 2             |
| Paschoalin Road & Track Racing      | Suzuki      | Suzuki GSX-R 1000     | P    | 169 | Afrânio de Almeida Jr           | 1             |
| Rad Racing School                   | Yamaha      | Yamaha R1             | P    | 14  | Maico Colussi                   | 2-3 y 5-6     |
| Marina Club Racing Team             | Kawasaki    | Kawasaki Ninja ZX-10R | P    | 17  | Cléberson Maicher "Alemão"      | 3-4 y 9-10    |
| Marina Club Racing Team             | Kawasaki    | Kawasaki Ninja ZX-10R | P    | 13  | Jonas Ellias Souza              | 9-10          |
| Marina Club Racing Team             | Kawasaki    | Kawasaki Ninja ZX-10R | P    | 30  | Paulo Henrique Pistoresi        | 9-10          |
| Marina Club Racing Team             | Kawasaki    | Kawasaki Ninja ZX-10R | P    | 39  | André Schwarzembeck             | 2-4           |
| Tom Racing                          | Kawasaki    | Kawasaki Ninja ZX-10R | P    | 23  | Sharbel El Hajjar               | 3             |
| Mognol Race Team                    | Kawasaki    | Kawasaki Ninja ZX-10R | P    | 33  | Juliano Mognol                  | 3 y 6         |
| Racers 43                           | Honda       | Honda CBR 1000RR      | P    | 43  | Néslon Henrique Fontes          | 3             |
| Street Motoshop                     | Kawasaki    | Kawasaki Ninja ZX-10R | P    | 23  | Anselmo Perini                  | 2 y 5-6       |
| Super Expresso Team                 | Yamaha      | Yamaha R1             | P    | 7   | Rafael Carvalho                 | 2             |
| Dyno Parts                          | BMW         | BMW S1000RR           | P    | 994 | Stephanie Devoto                | 9-10          |
| Tecfil Racing Team                  | Kawasaki    | Kawasaki Ninja ZX-10R | P    | 139 | Carlos Henrique Santos Daniel   | 5 y 9-10      |
| Motonil Motors                      | Kawasaki    | Kawasaki Ninja ZX-10R | P    | 33  | Gabriella Bastos                | 9-10          |
| Rodas Mil Competições               | Kawasaki    | Kawasaki Ninja ZX-10R | P    | 84  | Henrique Poli Jr                | 4 y 6         |
| Fábio Martins Racing                | Kawasaki    | Kawasaki Ninja ZX-10R | P    | 12  | Fábio Martins                   | 4             |
| SuperBike Racing School             | Honda       | Honda CBR 1000RR      | P    | 146 | Rodrigo Calmon Dazzi            | 4             |
| Speed Racing                        | BMW         | BMW S1000RR           | P    | 191 | Ânderson Gomes Bonfim           | 4             |
| Os Impossíveis Team                 | Kawasaki    | Kawasaki Ninja ZX-10R | P    | 299 | Antônio Carlos Barroso Jr       | 4             |
| Team MB172                          | Ducati      | Ducati Panigale V4 S  | P    | 999 | Marcos Senra                    | 7-10          |
| MS Racing Team                      | Triumph     | Triumph Daytona 1100R | P    | 11  | Jean Vieira                     | 5             |
| MS Racing Team                      | Triumph     | Triumph Daytona 1100R | P    | 02  | Ibrahim Sulaimen                | 6             |
| Yamaha Monster Motor Racing         | Yamaha      | Yamaha R1             | P    | 06  | Brad Spencer                    | 6             |
| Remi Racing                         | Kawasaki    | Kawasaki Ninja ZX-10R | P    | 59  | Remi Toscano                    | 7-10          |

| Legenda             |
| ------------------- |
| Piloto da Temporada |
| Piloto Convidado    |
| Piloto Substituto   |

### Supersport 600
| Equipo                            | Constructor | Moto                 | Neu. | N.º | Piloto                            | Rondas     |
| --------------------------------- | ----------- | -------------------- | ---- | --- | --------------------------------- | ---------- |
| L2H Design Armor Moto             | Kawasaki    | Kawasaki Ninja ZX-6R | P    | 59  | Sandro Garbim                     | 1 y 4      |
| Cerciari Racing School            | Yamaha      | Yamaha YZF R6        | P    | 5   | Luiz Cerciari                     | Todas      |
| Cerciari Racing School            | Yamaha      | Yamaha YZF R6        | P    | 36  | Christian Cerciari                | Todas      |
| Dynel's Racing Team               | Kawasaki    | Kawasaki Ninja ZX-6R | P    | 7   | Alex Schultz                      | Todas      |
| Dynel's Racing Team               | Kawasaki    | Kawasaki Ninja ZX-6R | P    | 34  | Leopoldo Bittar                   | 1-2 y 4-10 |
| Team KB Academy                   | Honda       | Honda CBR 600RR      | P    | 21  | Denílson Sardá                    | 4          |
| Tecfil Racing Team                | Kawasaki    | Kawasaki Ninja ZX-6R | P    | 27  | Matheus de Oliveira Dias          | Todas      |
| PSBK Racing                       | Triumph     | Triumph Daytona 675  | P    | 17  | Lucas Bittencourt                 | 1 y 10     |
| PSBK Racing                       | Triumph     | Triumph Daytona 675  | P    | 35  | Cadú Martínez                     | 4          |
| NG Kit Deco/MotoTeam81            | Kawasaki    | Kawasaki Ninja ZX-6R | P    | 12  | Dudu Costa Neto                   | Todas      |
| NG Kit Deco/MotoTeam81            | Kawasaki    | Kawasaki Ninja ZX-6R | P    | 75  | Thiago Freitas                    | 1          |
| Sand Racing                       | Kawasaki    | Kawasaki Ninja ZX-6R | P    | 92  | Rafael Dadário                    | Todas      |
| Sand Racing                       | Kawasaki    | Kawasaki Ninja ZX-6R | P    | 1   | Gabriel Ruach                     | 2-4        |
| Team WID Motorsport               | Yamaha      | Yamaha YZF R6        | P    | 25  | Irineu Trudes Jr "Juninho"        | 2-10       |
| Team WID Motorsport               | Yamaha      | Yamaha YZF R6        | P    | 71  | Pedro Sampaio                     | 9-10       |
| Team BHM Racing                   | Kawasaki    | Kawasaki Ninja ZX-6R | P    | 23  | Victor Villaverde                 | 1-6 y 9-10 |
| Team BHM Racing                   | Kawasaki    | Kawasaki Ninja ZX-6R | P    | 30  | Alessandro Ferraz                 | 4-6 y 9-10 |
| Vrignon Construction              | Triumph     | Triumph Daytona 675  | P    | 56  | Leandro Bressan                   | 4          |
| IN Competition                    | Honda       | Honda CBR 600RR      | P    | 4   | Osvaldo Jorge Filho "Duende"      | Todas      |
| IN Competition                    | Honda       | Honda CBR 600RR      | P    | 13  | Marcos Souza "Marcão"             | 3-4 y 9-10 |
| DAO Racing Kawasaki               | Kawasaki    | Kawasaki Ninja ZX-6R | P    | 94  | Sabrina Paiuta                    | 1-4        |
| DAO Racing Kawasaki               | Kawasaki    | Kawasaki Ninja ZX-6R | P    | 22  | Maurício Protta "Máscara"         | 3 y 7-10   |
| Cumins by Team IWR                | Kawasaki    | Kawasaki Ninja ZX-6R | P    | 87  | Ricardo Bruniera "Pitty"          | 1          |
| Milwaukee Motorrad                | Kawasaki    | Kawasaki Ninja ZX-6R | P    | 67  | Walteny Amaral "Scoob"            | Todas      |
| TAG Racing                        | Kawasaki    | Kawasaki Ninja ZX-6R | P    | 88  | Roger Sidney Dionísio             | 4          |
| TAG Racing                        | Kawasaki    | Kawasaki Ninja ZX-6R | P    | 37  | Antônio Télvio                    | 1-6 y 9-10 |
| Rapid CDH Racing                  | Honda       | Honda CBR 600RR      | P    | 2   | Rogério Natalino de Assis         | 4          |
| Marvel HCL Motorsport             | Yamaha      | Yamaha YZF R6        | P    | 24  | Juliano Godoy Rezende             | 1          |
| Hardy Racing                      | Kawasaki    | Kawasaki Ninja ZX-6R | P    | 19  | Wagner Oliveira Ottinger          | 9-10       |
| Hardy Racing                      | Kawasaki    | Kawasaki Ninja ZX-6R | P    | 65  | Édson Fibla                       | 2 y 4      |
| Hardy Racing                      | Kawasaki    | Kawasaki Ninja ZX-6R | P    | 99  | Gérson Campos                     | 4 y 7-8    |
| Lovell Kent Racing                | Honda       | Honda CBR 600RR      | P    | 32  | Márcio Bortollini                 | 9-10       |
| Lovell Kent Racing                | Honda       | Honda CBR 600RR      | P    | 39  | Diego Nunes Moysés                | 4          |
| Starline Racing                   | Kawasaki    | Kawasaki Ninja ZX-6R | P    | 83  | Alexandre K. Rosa Jr              | 2          |
| Starline Racing                   | Kawasaki    | Kawasaki Ninja ZX-6R | P    | 91  | Pedro Migliorelli                 | 4 y 7-10   |
| MasterMac Kawasaki by Hawk Racing | Kawasaki    | Kawasaki Ninja ZX-6R | P    | 49  | Daniel Silingardi                 | 1 y 9-10   |
| MasterMac Kawasaki by Hawk Racing | Kawasaki    | Kawasaki Ninja ZX-6R | P    | 64  | Victor C. Luciano "Durval Careca" | 1          |
| Mar-Train Racing                  | Triumph     | Triumph Daytona 675  | P    | 45  | Vicente F. Ortega                 | 7-8        |
| Mar-Train Racing                  | Triumph     | Triumph Daytona 675  | P    | 48  | Ives Moraes                       | 3-4 y 7-8  |
| Oxford Products Racing            | Kawasaki    | Kawasaki Ninja ZX-6R | P    | 79  | Renato Mesquita Jr                | 3 y 9-10   |
| Oxford Products Racing            | Kawasaki    | Kawasaki Ninja ZX-6R | P    | 66  | Diego Viveiros                    | 9-10       |
| FHO Racing                        | Kawasaki    | Kawasaki Ninja ZX-6R | P    | 16  | Luís Ferraz                       | 9-10       |
| FHO Racing                        | Kawasaki    | Kawasaki Ninja ZX-6R | P    | 42  | Gregory Alfonso                   | 1          |
| McAMS Racing                      | Kawasaki    | Kawasaki Ninja ZX-6R | P    | 31  | Jefferson Ramos Valcézia          | 9-10       |
| McAMS Racing                      | Kawasaki    | Kawasaki Ninja ZX-6R | P    | 70  | Luiz Henrique Rosso               | 2          |
| ROKiT Team                        | Kawasaki    | Kawasaki Ninja ZX-6R | P    | 38  | Douglas Pecoraro                  | 1          |
| ROKiT Team                        | Kawasaki    | Kawasaki Ninja ZX-6R | P    | 53  | Guilherme Galan                   | 3          |
| Cheshire Mouldings Team           | Yamaha      | Yamaha YZF R6        | P    | 44  | Marcos Senra                      | 1-2 y 4    |
| LAMI OMG Racing                   | Yamaha      | Yamaha YZF R6        | P    | 20  | Rudnei L. Pimenta                 | 7-8        |
| BeerMonster Racing                | Triumph     | Triumph Daytona 675  | P    | 40  | Samir Haikal Jr                   | 7-8        |
| BeerMonster Racing                | Triumph     | Triumph Daytona 675  | P    | 69  | Hiroji Okano Jr                   | 7-8        |

| Legenda             |
| ------------------- |
| Piloto da Temporada |
| Piloto Convidado    |
| Piloto Substituto   |

### Copa Kawasaki Ninja 600
| Equipo                    | Constructor | Moto                 | Neu. | N.º | Piloto                     | Rondas      |
| ------------------------- | ----------- | -------------------- | ---- | --- | -------------------------- | ----------- |
| Tecfil Racing Team        | Kawasaki    | Kawasaki Ninja ZX-6R | P    | 1   | Diego Viveiros             | Todas       |
| Tecfil Racing Team        | Kawasaki    | Kawasaki Ninja ZX-6R | P    | 12  | Jefferson Ramos Valcézia   | Todas       |
| LF Motorsport             | Kawasaki    | Kawasaki Ninja ZX-6R | P    | 96  | Luís Ferraz                | Todas       |
| LF Motorsport             | Kawasaki    | Kawasaki Ninja ZX-6R | P    | 98  | Samara Andrade             | 1           |
| JSM Autosport             | Kawasaki    | Kawasaki Ninja ZX-6R | P    | 73  | Douglas S. Tomé            | 2-10        |
| JSM Autosport             | Kawasaki    | Kawasaki Ninja ZX-6R | P    | 10  | Guilherme Fais             | 1 y 4       |
| Couleurs Moto/47Design    | Kawasaki    | Kawasaki Ninja ZX-6R | P    | 89  | Edvaldo José Martinati     | 1-2 y 4-10  |
| Couleurs Moto/47Design    | Kawasaki    | Kawasaki Ninja ZX-6R | P    | 58  | Diego Botelho "Speed Man"  | 1-3         |
| Toulon Engineering        | Kawasaki    | Kawasaki Ninja ZX-6R | P    | 5   | Raphael Arcari Brito       | 3-10        |
| Toulon Engineering        | Kawasaki    | Kawasaki Ninja ZX-6R | P    | 80  | Maurício Protta            | 1           |
| JSL 83 Racing             | Kawasaki    | Kawasaki Ninja ZX-6R | P    | 70  | Bruno Monteiro             | 3-5 y 7-10  |
| JSL 83 Racing             | Kawasaki    | Kawasaki Ninja ZX-6R | P    | 8   | Hovanes Agbarian Filho     | 1           |
| Mekanik Annecy Racing     | Kawasaki    | Kawasaki Ninja ZX-6R | P    | 62  | Júnior Américo de Oliveira | 4-10        |
| Podium Motos              | Kawasaki    | Kawasaki Ninja ZX-6R | P    | 19  | Marcelo Kitadai            | 2 y 4-10    |
| Podium Motos              | Kawasaki    | Kawasaki Ninja ZX-6R | P    | 34  | Rafael Alves Costa         | 1, 4 y 10   |
| Floride Moto/GVP Motors   | Kawasaki    | Kawasaki Ninja ZX-6R | P    | 15  | Thomás Carboneiro da Silva | 4 y 7-10    |
| Floride Moto/GVP Motors   | Kawasaki    | Kawasaki Ninja ZX-6R | P    | 64  | Olímpio Antônio Filho      | 1 y 6       |
| Krismotos Challans Racing | Kawasaki    | Kawasaki Ninja ZX-6R | P    | 43  | Flávio Pavanelli           | 1-2         |
| Almax Motos               | Kawasaki    | Kawasaki Ninja ZX-6R | P    | 22  | Ricardo Barlette           | 2-5 y 7-10  |
| Almax Motos               | Kawasaki    | Kawasaki Ninja ZX-6R | P    | 45  | Frederico Saraiva          | 4, 6 y 9-10 |

| Legenda             |
| ------------------- |
| Piloto da Temporada |
| Piloto Convidado    |
| Piloto Substituto   |

### Copa Kawasaki 300R
| Equipo                      | Constructor | Moto                | Neu. | N.º | Piloto                          | Rondas       |
| --------------------------- | ----------- | ------------------- | ---- | --- | ------------------------------- | ------------ |
| GCC Racing Team             | Kawasaki    | Kawasaki Ninja 300R | P    | 98  | André Ming Bordokan             | 1-4          |
| Duda Racing                 | Kawasaki    | Kawasaki Ninja 300R | P    | 4   | Niko Ramos                      | 1 y 4-10     |
| Duda Racing                 | Kawasaki    | Kawasaki Ninja 300R | P    | 57  | Cléber Parrado                  | 4            |
| Gilberto Motos              | Kawasaki    | Kawasaki Ninja 300R | P    | 48  | Bruno César Borges              | 1-4 y 7-8    |
| Gilberto Motos              | Kawasaki    | Kawasaki Ninja 300R | P    | 94  | Juliano Tasso                   | 3-6          |
| STS Stocker                 | Kawasaki    | Kawasaki Ninja 300R | P    | 10  | Paulo Henrique Lenharo Faria    | 2-4          |
| City Service BSB Motor      | Kawasaki    | Kawasaki Ninja 300R | P    | 39  | Victor Perrucho                 | Todas        |
| City Service BSB Motor      | Kawasaki    | Kawasaki Ninja 300R | P    | 76  | Sandro Paganelli                | 4            |
| City Service BSB Motor      | Kawasaki    | Kawasaki Ninja 300R | P    | 62  | Victor Hugo Ribeiro Yano        | 9            |
| Mobil Ituran Racing         | Kawasaki    | Kawasaki Ninja 300R | P    | 78  | Indiana Muñoz Gomez "Indy"      | 1-4 y 7-8    |
| Mobil Ituran Racing         | Kawasaki    | Kawasaki Ninja 300R | P    | 9   | Solano S. Rodrigues             | 7-8          |
| Tecfil Racing Team          | Kawasaki    | Kawasaki Ninja 300R | P    | 27  | Fernando Santos                 | Todas        |
| Tecfil Racing Team          | Kawasaki    | Kawasaki Ninja 300R | P    | 37  | Yoshinori Noda                  | 4 y 7-8      |
| Team Bonnaudin Racing       | Kawasaki    | Kawasaki Ninja 300R | P    | 84  | Carlos Alberto Bento "Maroca    | 4            |
| Team Bonnaudin Racing       | Kawasaki    | Kawasaki Ninja 300R | P    | 41  | Kelvin Guilherme                | 4            |
| 737 Performance             | Kawasaki    | Kawasaki Ninja 300R | P    | 54  | Alexandre Maver                 | 4            |
| 737 Performance             | Kawasaki    | Kawasaki Ninja 300R | P    | 87  | Emerson Marçal                  | 4            |
| 737 Performance             | Kawasaki    | Kawasaki Ninja 300R | P    | 33  | Alexsander Cantalogo            | 4            |
| Team Green MoTec            | Kawasaki    | Kawasaki Ninja 300R | P    | 68  | Daniel Schwebel                 | 7-8          |
| Team Green MoTec            | Kawasaki    | Kawasaki Ninja 300R | P    | 11  | Kioman Muñoz                    | 7-8          |
| Drag'On Tek Racing          | Kawasaki    | Kawasaki Ninja 300R | P    | 19  | Ricardo Garrido                 | 4            |
| 9MM Energy Drink BUD Racing | Kawasaki    | Kawasaki Ninja 300R | P    | 73  | Lin Waner de Oliveira           | 1            |
| 9MM Energy Drink BUD Racing | Kawasaki    | Kawasaki Ninja 300R | P    | 70  | Rafael Rodrigues                | 1 y 7-8      |
| ANS Motorsport              | Kawasaki    | Kawasaki Ninja 300R | P    | 82  | Odair Delefrati                 | 9-10         |
| ANS Motorsport              | Kawasaki    | Kawasaki Ninja 300R | P    | 1   | Carlos Alberto Jr               | 3-10         |
| CD Sport                    | Kawasaki    | Kawasaki Ninja 300R | P    | 8   | Fábio Roberto Ferreira          | 4 y 9-10     |
| Team E4Y / SCC              | Kawasaki    | Kawasaki Ninja 300R | P    | 61  | Vinícius Linhares de Castro     | 1 y 7-8      |
| Fred Team                   | Kawasaki    | Kawasaki Ninja 300R | P    | 80  | Wylkson R. Gomes                | 7-8          |
| Fred Team                   | Kawasaki    | Kawasaki Ninja 300R | P    | 20  | Waldemir G. B. Nunes            | 7-8          |
| Prudent Compétition         | Kawasaki    | Kawasaki Ninja 300R | P    | 93  | Abimael Silva de Souza          | 1-4          |
| Prudent Compétition         | Kawasaki    | Kawasaki Ninja 300R | P    | 90  | Ricardo de Barros               | Todas        |
| Prudent Compétition         | Kawasaki    | Kawasaki Ninja 300R | P    | 50  | Derick Rene Litano Filipini     | 1 y 3-8      |
| Seymaz Moteur Racing        | Kawasaki    | Kawasaki Ninja 300R | P    | 51  | Jeferson de Souza Silva         | 2-8          |
| Sport Promotion             | Kawasaki    | Kawasaki Ninja 300R | P    | 30  | Kaywan Freire                   | 2-4 y 7-8    |
| Sport Promotion             | Kawasaki    | Kawasaki Ninja 300R | P    | 15  | Ricardo Moraes                  | 4-10         |
| Sport Promotion             | Kawasaki    | Kawasaki Ninja 300R | P    | 14  | Kléber Santos                   | 4 y 7-8      |
| Fievre Compétition          | Kawasaki    | Kawasaki Ninja 300R | P    | 67  | Sarah Conessa de Moura          | 1, 3-4 y 7-8 |
| STAC Team                   | Kawasaki    | Kawasaki Ninja 300R | P    | 5   | Carlos Roberto Rocha "Pássaro"  | 1-3          |
| STAC Team                   | Kawasaki    | Kawasaki Ninja 300R | P    | 40  | Ânderson dos Santos             | Todas        |
| Lamo Racing                 | Kawasaki    | Kawasaki Ninja 300R | P    | 23  | Maurício Mendes                 | 2 y 4        |
| Lamo Racing                 | Kawasaki    | Kawasaki Ninja 300R | P    | 63  | Willian Ribeiro                 | 4            |
| LR Promotion                | Kawasaki    | Kawasaki Ninja 300R | P    | 35  | Raphael Arcari Brito            | 1-2          |
| LR Promotion                | Kawasaki    | Kawasaki Ninja 300R | P    | 53  | Marco Antônio Reis              | Todas        |
| LR Promotion                | Kawasaki    | Kawasaki Ninja 300R | P    | 49  | Rodne Rufino                    | 1-8          |
| Hervé David Racing          | Kawasaki    | Kawasaki Ninja 300R | P    | 24  | Felipe Diniz "Bolinha"          | 1-4          |
| Hervé David Racing          | Kawasaki    | Kawasaki Ninja 300R | P    | 77  | Benedito Alves de Lima e Castro | 1 y 7-8      |
| ROSSEL Compétition          | Kawasaki    | Kawasaki Ninja 300R | P    | 3   | Rubens Pacheco                  | 1 y 3-4      |
| ROSSEL Compétition          | Kawasaki    | Kawasaki Ninja 300R | P    | 85  | Pedro Henrique Ramos e Silva    | 1-4 y 7-8    |
| Morel Auto Racing           | Kawasaki    | Kawasaki Ninja 300R | P    | 86  | Eliseu do Nascimento            | 9-10         |
| Morel Auto Racing           | Kawasaki    | Kawasaki Ninja 300R | P    | 7   | Josué Araújo "Bochecha"         | 1-4 y 9-10   |
| Event 4 You                 | Kawasaki    | Kawasaki Ninja 300R | P    | 26  | Pierre Balducci                 | 2-4 y 7-8    |
| Event 4 You                 | Kawasaki    | Kawasaki Ninja 300R | P    | 79  | Ricardo Castilho                | Todas        |
| Event 4 You                 | Kawasaki    | Kawasaki Ninja 300R | P    | 22  | Vitor do Nascimento Rodrigues   | 2-4 y 7-8    |
| Tordeux Sport               | Kawasaki    | Kawasaki Ninja 300R | P    | 60  | Cláudio R. Ruiz Filho           | 7-8          |
| MB Motorsport Expérience    | Kawasaki    | Kawasaki Ninja 300R | P    | 89  | Régis Gomes Primos              | Todas        |
| MB Motorsport Expérience    | Kawasaki    | Kawasaki Ninja 300R | P    | 43  | Rafael Gomes Traldi             | 2            |
| Sornicle Team               | Kawasaki    | Kawasaki Ninja 300R | P    | 47  | José Roberto Saraiva            | 2 y 4        |
| Sornicle Team               | Kawasaki    | Kawasaki Ninja 300R | P    | 38  | Gustavo de Toledo Assumpção     | 3            |

| Legenda             |
| ------------------- |
| Piloto da Temporada |
| Piloto Convidado    |
| Piloto Substituto   |

### Copa Honda CBR 500R
| Equipo                       | Constructor | Moto           | Neu. | N.º | Piloto                     | Rondas        |
| ---------------------------- | ----------- | -------------- | ---- | --- | -------------------------- | ------------- |
| Honda Junior Cup             | Honda       | Honda CBR 500R | P    | 87  | Renzo Ferreira             | 1-6           |
| Honda Junior Cup             | Honda       | Honda CBR 500R | P    | 55  | Márcia Reis                | Todas         |
| Honda MotoSchool de Talentos | Honda       | Honda CBR 500R | P    | 98  | Leonardo Tamburro          | Todas         |
| Honda MotoSchool de Talentos | Honda       | Honda CBR 500R | P    | 65  | Davi Machado Gomide        | 1 y 3-10      |
| Alemão Pneus                 | Honda       | Honda CBR 500R | P    | 13  | Lucas Dezeró               | Todas         |
| Alemão Pneus                 | Honda       | Honda CBR 500R | P    | 97  | Luigi Maffei               | 1-4 y 6       |
| Alemão Pneus                 | Honda       | Honda CBR 500R | P    | 56  | Sarah Conessa de Moura     | 9-10          |
| Hocking Motorsport           | Honda       | Honda CBR 500R | P    | 78  | Weslley Leonardo Ribeiro   | Todas         |
| Hocking Motorsport           | Honda       | Honda CBR 500R | P    | 16  | Moisés Ellias da Silva     | 2-4 y 7-10    |
| TAFE Team Motorspor          | Honda       | Honda CBR 500R | P    | 83  | Willian Ribeiro            | 1-8           |
| TAFE Team Motorspor          | Honda       | Honda CBR 500R | P    | 444 | Luís Bailey                | 1-4           |
| Thalgo Racing Team           | Honda       | Honda CBR 500R | P    | 82  | Kleriston Garden           | 3-10          |
| Thalgo Racing Team           | Honda       | Honda CBR 500R | P    | 81  | Suzane Carvalho            | 1, 4 y 6-8    |
| Tenth Corporation P/L        | Honda       | Honda CBR 500R | P    | 50  | Renan Felipe Barbosa Ramos | 1 y 3-4       |
| Tenth Corporation P/L        | Honda       | Honda CBR 500R | P    | 33  | Rafael Paixão              | 1-4, 8 y 9-10 |
| Tenth Corporation P/L        | Honda       | Honda CBR 500R | P    | 34  | Lucas Campos               | 1             |
| Vienna Racing                | Honda       | Honda CBR 500R | P    | 75  | Octávio Sereno             | 9-10          |
| Vienna Racing                | Honda       | Honda CBR 500R | P    | 43  | Rodrigo Jantônio           | 2-10          |
| G+M Motorsport               | Honda       | Honda CBR 500R | P    | 30  | Vivian Almeida "Draga"     | 9-10          |
| G+M Motorsport               | Honda       | Honda CBR 500R | P    | 222 | Lorise Lipiski             | 9-10          |
| Phoenix Motorsport           | Honda       | Honda CBR 500R | P    | 307 | Gabriel Martins            | 1-2           |
| Phoenix Motorsport           | Honda       | Honda CBR 500R | P    | 717 | Helder Franklin            | 1 y 4         |
| Palmair Racing               | Honda       | Honda CBR 500R | P    | 14  | Mauro Ramos                | 4             |
| Palmair Racing               | Honda       | Honda CBR 500R | P    | 21  | Rodrigo Aragão Antonini    | 3-4           |
| Caltex CXT Racing            | Honda       | Honda CBR 500R | P    | 93  | Marco Antônio Reis         | 6             |
| Caltex CXT Racing            | Honda       | Honda CBR 500R | P    | 89  | Osmar Pereira Filho        | 2             |
| Caltex CXT Racing            | Honda       | Honda CBR 500R | P    | 18  | Othon Ricardo Lima Russo   | 4             |
| Moffat Enterprises           | Honda       | Honda CBR 500R | P    | 27  | Felype C. Costa            | 6             |
| Holden Racing Team           | Honda       | Honda CBR 500R | P    | 69  | Bruno Monteiro Rodrigues   | 1             |
| Holden Racing Team           | Honda       | Honda CBR 500R | P    | 100 | Saylo Predroza             | 3             |
| Holden Racing Team           | Honda       | Honda CBR 500R | P    | 101 | Felipe Pestana             | 1             |

| Legenda             |
| ------------------- |
| Piloto da Temporada |
| Piloto Convidado    |
| Piloto Substituto   |

### Honda Junior Cup
| Equipo                 | Constructor | Moto            | Neu. | N.º | Piloto                        | Rondas        |
| ---------------------- | ----------- | --------------- | ---- | --- | ----------------------------- | ------------- |
| Huber Racing           | Honda       | Honda Titan 150 | P    | 10  | Kaywan Costa                  | 1             |
| Huber Racing           | Honda       | Honda Titan 150 | P    | 40  | Leopoldo Manella              | 3-4, 6 y 9-10 |
| Hixon Motor Sports     | Honda       | Honda Titan 150 | P    | 47  | Eduardo Nunes                 | 2-5           |
| Hixon Motor Sports     | Honda       | Honda Titan 150 | P    | 28  | Nicolas Silva                 | 4             |
| Spirit Racing          | Honda       | Honda Titan 150 | P    | 27  | Gabriel Favero                | 3-10          |
| Spirit Racing          | Honda       | Honda Titan 150 | P    | 52  | Rafael Rigueiro               | 2-10          |
| Spirit Racing          | Honda       | Honda Titan 150 | P    | 13  | Matheus Favero                | 4-5 y 7-10    |
| RC Motorsport          | Honda       | Honda Titan 150 | P    | 63  | Humberto Maier "Turquinho Jr" | 4-10          |
| RC Motorsport          | Honda       | Honda Titan 150 | P    | 83  | Enzo Valentim Garcia          | 4 y 7-10      |
| West WTS Racing        | Honda       | Honda Titan 150 | P    | 34  | Matheus Valamedi              | 2-5 y 9-10    |
| West WTS Racing        | Honda       | Honda Titan 150 | P    | 75  | Amanda Garbin                 | 1, 4 y 6      |
| Bongers Motorsport     | Honda       | Honda Titan 150 | P    | 23  | Rafael Fernandes              | 1 y 6-8       |
| Bongers Motorsport     | Honda       | Honda Titan 150 | P    | 7   | Lucas Cabaco                  | 1             |
| Venturini Racing       | Honda       | Honda Titan 150 | P    | 82  | Kevin Santos Fontainha        | 1, 4 y 6-10   |
| Venturini Racing       | Honda       | Honda Titan 150 | P    | 85  | Léo Netto                     | 2-3           |
| Formula Project Racing | Honda       | Honda Titan 150 | P    | 38  | Nicolas Cenedesi              | 4-8           |
| Formula Project Racing | Honda       | Honda Titan 150 | P    | 20  | Maria Fernanda Rocha          | Todas         |
| Bossini Racing Team    | Honda       | Honda Titan 150 | P    | 57  | Lincoln Lima Mello            | 4, 6 y 9-10   |
| Bossini Racing Team    | Honda       | Honda Titan 150 | P    | 2   | Rafael Rizzi                  | 1             |
| Bowman Racing          | Honda       | Honda Titan 150 | P    | 86  | Léo Marin                     | 3-4 y 7-8     |
| Bowman Racing          | Honda       | Honda Titan 150 | P    | 56  | Rayane Dantas                 | 7-10          |
| Superpower Engineering | Honda       | Honda Titan 150 | P    | 32  | Fernando Lugano               | 9             |
| Superpower Engineering | Honda       | Honda Titan 150 | P    | 88  | Marcelo Fernandes             | 3             |
| G-Son Racing           | Honda       | Honda Titan 150 | P    | 71  | Raquel Vaz                    | 1 y 7-8       |
| G-Son Racing           | Honda       | Honda Titan 150 | P    | 54  | Théo Binari                   | 2             |
| Capcom Racing          | Honda       | Honda Titan 150 | P    | 95  | Alzhan Barrossi               | 6             |
| Capcom Racing          | Honda       | Honda Titan 150 | P    | 12  | Taysa Valéria                 | 1-2           |
| Capcom Racing          | Honda       | Honda Titan 150 | P    | 30  | Enzo Manfredi                 | 4-5           |

| Legenda             |
| ------------------- |
| Piloto da Temporada |
| Piloto Convidado    |
| Piloto Substituto   |

## Resultados

### Superbike
| Ronda | Circuito                           | Fecha            | Pole Position  | Vuelta rápida  | Piloto ganador | Equipo ganador     | Constructor | Ref.   |
| ----- | ---------------------------------- | ---------------- | -------------- | -------------- | -------------- | ------------------ | ----------- | ------ |
| 1     | Grande Prêmio de Goiás             | 24 de abril      | Diego Faustino | Maico Teixeira | Maico Teixeira | Honda Mobil Racing | Honda       | [ 11 ] |
| 2     | Grande Prêmio do Rio Grande do Sul | 5 de mayo        | Diego Faustino | Diego Faustino | Diego Faustino | Honda Mobil Racing | Honda       | [ 12 ] |
| 3     | Grande Prêmio do Paraná            | 24 de julio      | Maico Teixeira | Diego Faustino | Diego Faustino | Honda Mobil Racing | Honda       | [ 13 ] |
| 4     | Grande Prêmio de Interlagos        | 29 de agosto     | Diego Faustino | Diego Faustino | Maico Teixeira | Honda Mobil Racing | Honda       | [ 14 ] |
| 5     | Grande Prêmio de Santa Cruz do Sul | 11 de septiembre | Danilo Lewis   | Diego Faustino | Diego Faustino | Honda Mobil Racing | Honda       | [ 15 ] |
| 6     | Grande Prêmio de Caruaru           | 25 de septiembre | Danilo Lewis   | Danilo Lewis   | Danilo Lewis   | Tecfil Racing Team | Kawasaki    | [ 16 ] |
| 7     | Grande Prêmio de Goiânia           | 5 de octubre     | Diego Faustino | Danilo Lewis   | Diego Faustino | Honda Mobil Racing | Honda       | [ 17 ] |
| 8     | Grande Prêmio Petrobras            | 16 de octubre    | Diego Faustino | Diego Faustino | Diego Faustino | Honda Mobil Racing | Honda       | [ 18 ] |
| 9     | Grande Prêmio de Londrina          | 20 de noviembre  | Diego Faustino | Diego Faustino | Diego Faustino | Honda Mobil Racing | Honda       | [ 18 ] |
| 10    | Grande Prêmio de Cascavel          | 11 de diciembre  | Diego Faustino | Danilo Lewis   | Diego Faustino | Honda Mobil Racing | Honda       | [ 18 ] |

### Superbike Light
| Ronda | Circuito                           | Fecha            | Pole Position            | Vuelta rápida             | Piloto ganador           | Equipo ganador            | Constructor | Ref.   |
| ----- | ---------------------------------- | ---------------- | ------------------------ | ------------------------- | ------------------------ | ------------------------- | ----------- | ------ |
| 1     | Grande Prêmio de Goiás             | 24 de abril      | Henrique Castro          | Alessandro Andrade        | Alessandro Andrade       | Califórnia Racing Team    | Kawasaki    | [ 19 ] |
| 2     | Grande Prêmio do Rio Grande do Sul | 5 de mayo        | Juracy Rodrigues "Black" | Juracy Rodrigues "Black"  | Juracy Rodrigues "Black" | Black Day Racing Team     | Kawasaki    | [ 20 ] |
| 3     | Grande Prêmio do Paraná            | 24 de julio      | Sharbel El Hajjar        | Juracy Rodrigues "Black"  | Juracy Rodrigues "Black" | Black Day Racing Team     | Kawasaki    | [ 21 ] |
| 4     | Grande Prêmio de Interlagos        | 29 de agosto     | Juracy Rodrigues "Black" | Juracy Rodrigues "Black"  | Juracy Rodrigues "Black" | Black Day Racing Team     | Kawasaki    | [ 22 ] |
| 5     | Grande Prêmio de Santa Cruz do Sul | 11 de septiembre | Anselmo Perini           | Juracy Rodrigues "Black"  | Juracy Rodrigues "Black" | Black Day Racing Team     | Kawasaki    | [ 23 ] |
| 6     | Grande Prêmio de Caruaru           | 25 de septiembre | Guto Figueiredo          | Rodrigo Soncini Ronchetti | Juracy Rodrigues "Black" | Black Day Racing Team     | Kawasaki    | [ 24 ] |
| 7     | Grande Prêmio de Goiânia           | 5 de octubre     | Juracy Rodrigues "Black" | Juracy Rodrigues "Black"  | Juracy Rodrigues "Black" | Black Day Racing Team     | Kawasaki    | [ 25 ] |
| 8     | Grande Prêmio Petrobras            | 16 de octubre    | Guto Figueiredo          | Guto Figueiredo           | Guto Figueiredo          | Kobe Motos/A2 Informática | Kawasaki    | [ 26 ] |
| 9     | Grande Prêmio de Londrina          | 20 de noviembre  | Juracy Rodrigues "Black" | Juracy Rodrigues "Black"  | Juracy Rodrigues "Black" | Black Day Racing Team     | Kawasaki    | [ 27 ] |
| 10    | Grande Prêmio de Cascavel          | 11 de diciembre  | Juracy Rodrigues "Black" | Stephanie Devoto          | Cássio Silva             | SBR Racing Team           | Kawasaki    | [ 28 ] |

### Supersport 600
| Ronda | Circuito                           | Fecha            | Pole Position            | Vuelta rápida            | Piloto ganador           | Equipo ganador         | Constructor | Ref.   |
| ----- | ---------------------------------- | ---------------- | ------------------------ | ------------------------ | ------------------------ | ---------------------- | ----------- | ------ |
| 1     | Grande Prêmio de Goiás             | 24 de abril      | Luiz Cerciari            | Luiz Cerciari            | Luiz Cerciari            | Cerciari Racing School | Yamaha      | [ 29 ] |
| 2     | Grande Prêmio do Rio Grande do Sul | 5 de mayo        | Alex Schultz             | Alex Schultz             | Alex Schultz             | Dynel's Racing Team    | Kawasaki    | [ 30 ] |
| 3     | Grande Prêmio do Paraná            | 24 de julio      | Luiz Cerciari            | Matheus de Oliveira Dias | Matheus de Oliveira Dias | Tecfil Racing Team     | Kawasaki    | [ 31 ] |
| 4     | Grande Prêmio de Interlagos        | 29 de agosto     | Matheus de Oliveira Dias | Alex Schultz             | Luiz Cerciari            | Cerciari Racing School | Yamaha      | [ 32 ] |
| 5     | Grande Prêmio de Santa Cruz do Sul | 11 de septiembre | Matheus de Oliveira Dias | Alex Schultz             | Matheus de Oliveira Dias | Tecfil Racing Team     | Kawasaki    | [ 33 ] |
| 6     | Grande Prêmio de Caruaru           | 25 de septiembre | Matheus de Oliveira Dias | Matheus de Oliveira Dias | Matheus de Oliveira Dias | Tecfil Racing Team     | Kawasaki    | [ 34 ] |
| 7     | Grande Prêmio de Goiânia           | 5 de octubre     | Matheus de Oliveira Dias | Matheus de Oliveira Dias | Matheus de Oliveira Dias | Tecfil Racing Team     | Kawasaki    | [ 35 ] |
| 8     | Grande Prêmio Petrobras            | 16 de octubre    | Matheus de Oliveira Dias | Matheus de Oliveira Dias | Matheus de Oliveira Dias | Tecfil Racing Team     | Kawasaki    | [ 36 ] |
| 9     | Grande Prêmio de Londrina          | 20 de noviembre  | Matheus de Oliveira Dias | Alex Schultz             | Alex Schultz             | Dynel's Racing Team    | Kawasaki    | [ 37 ] |
| 10    | Grande Prêmio de Cascavel          | 11 de diciembre  | Matheus de Oliveira Dias | Lucas Bittencourt        | Lucas Bittencourt        | PSBK Racing            | Triumph     | [ 38 ] |

### Copa Kawasaki Ninja 600
| Ronda | Circuito                           | Fecha            | Pole Position   | Vuelta rápida   | Piloto ganador           | Equipo ganador     | Constructor | Ref.   |
| ----- | ---------------------------------- | ---------------- | --------------- | --------------- | ------------------------ | ------------------ | ----------- | ------ |
| 1     | Grande Prêmio de Goiás             | 24 de abril      | Diego Viveiros  | Diego Viveiros  | Diego Viveiros           | Tecfil Racing Team | Kawasaki    | [ 39 ] |
| 2     | Grande Prêmio do Rio Grande do Sul | 5 de mayo        | Diego Viveiros  | Diego Viveiros  | Diego Viveiros           | Tecfil Racing Team | Kawasaki    | [ 40 ] |
| 3     | Grande Prêmio do Paraná            | 24 de julio      | Douglas S. Tomé | Douglas S. Tomé | Diego Viveiros           | Tecfil Racing Team | Kawasaki    | [ 41 ] |
| 4     | Grande Prêmio de Interlagos        | 29 de agosto     | Diego Viveiros  | Diego Viveiros  | Diego Viveiros           | Tecfil Racing Team | Kawasaki    | [ 42 ] |
| 5     | Grande Prêmio de Santa Cruz do Sul | 11 de septiembre | Diego Viveiros  | Diego Viveiros  | Diego Viveiros           | Tecfil Racing Team | Kawasaki    | [ 43 ] |
| 6     | Grande Prêmio de Caruaru           | 25 de septiembre | Diego Viveiros  | Diego Viveiros  | Diego Viveiros           | Tecfil Racing Team | Kawasaki    | [ 44 ] |
| 7     | Grande Prêmio de Goiânia           | 5 de octubre     | Diego Viveiros  | Diego Viveiros  | Diego Viveiros           | Tecfil Racing Team | Kawasaki    | [ 45 ] |
| 8     | Grande Prêmio Petrobras            | 16 de octubre    | Diego Viveiros  | Diego Viveiros  | Diego Viveiros           | Tecfil Racing Team | Kawasaki    | [ 46 ] |
| 9     | Grande Prêmio de Londrina          | 20 de noviembre  | Diego Viveiros  | Diego Viveiros  | Jefferson Ramos Valcézia | Tecfil Racing Team | Kawasaki    | [ 47 ] |
| 10    | Grande Prêmio de Cascavel          | 11 de diciembre  | Diego Viveiros  | Diego Viveiros  | Diego Viveiros           | Tecfil Racing Team | Kawasaki    | [ 48 ] |

### Copa Kawasaki 300R
| Ronda | Circuito                           | Fecha            | Pole Position              | Vuelta rápida                | Piloto ganador             | Equipo ganador         | Constructor | Ref.   |
| ----- | ---------------------------------- | ---------------- | -------------------------- | ---------------------------- | -------------------------- | ---------------------- | ----------- | ------ |
| 1     | Grande Prêmio de Goiás             | 24 de abril      | Niko Ramos                 | Pedro Henrique Ramos e Silva | Niko Ramos                 | Duda Racing            | Kawasaki    | [ 49 ] |
| 2     | Grande Prêmio do Rio Grande do Sul | 5 de mayo        | Rafael Gomes Traldi        | Bruno César Borges           | Bruno César Borges         | Gilberto Motos         | Kawasaki    | [ 50 ] |
| 3     | Grande Prêmio do Paraná            | 24 de julio      | Victor Perrucho            | Pedro Henrique Ramos e Silva | Victor Perrucho            | City Service BSB Motor | Kawasaki    | [ 51 ] |
| 4     | Grande Prêmio de Interlagos        | 29 de agosto     | Niko Ramos                 | Victor Perrucho              | Indiana Muñoz Gomez "Indy" | Mobil Ituran Racing    | Kawasaki    | [ 52 ] |
| 5     | Grande Prêmio de Santa Cruz do Sul | 11 de septiembre | Niko Ramos                 | Niko Ramos                   | Fernando Santos            | Tecfil Racing Team     | Kawasaki    | [ 53 ] |
| 6     | Grande Prêmio de Caruaru           | 25 de septiembre | Niko Ramos                 | Niko Ramos                   | Niko Ramos                 | Duda Racing            | Kawasaki    | [ 54 ] |
| 7     | Grande Prêmio de Goiânia           | 5 de octubre     | Bruno César Borges         | Bruno César Borges           | Yoshinori Noda             | Tecfil Racing Team     | Kawasaki    | [ 55 ] |
| 8     | Grande Prêmio Petrobras            | 16 de octubre    | Indiana Muñoz Gomez "Indy" | Niko Ramos                   | Yoshinori Noda             | Tecfil Racing Team     | Kawasaki    | [ 56 ] |
| 9     | Grande Prêmio de Londrina          | 20 de noviembre  | Bruno César Borges         | Fernando Santos              | Indiana Muñoz Gomez "Indy" | Mobil Ituran Racing    | Kawasaki    | [ 57 ] |
| 10    | Grande Prêmio de Cascavel          | 11 de diciembre  | Niko Ramos                 | Indiana Muñoz Gomez "Indy"   | Indiana Muñoz Gomez "Indy" | Mobil Ituran Racing    | Kawasaki    | [ 58 ] |

### Copa Honda CBR 500R
| Ronda | Circuito                           | Fecha            | Pole Position     | Vuelta rápida     | Piloto ganador      | Equipo ganador               | Constructor | Ref.   |
| ----- | ---------------------------------- | ---------------- | ----------------- | ----------------- | ------------------- | ---------------------------- | ----------- | ------ |
| 1     | Grande Prêmio de Goiás             | 24 de abril      | Leonardo Tamburro | Lucas Dezeró      | Renzo Ferreira      | Honda Junior Cup             | Honda       | [ 59 ] |
| 2     | Grande Prêmio do Rio Grande do Sul | 5 de mayo        | Leonardo Tamburro | Renzo Ferreira    | Leonardo Tamburro   | Honda MotoSchool de Talentos | Honda       | [ 60 ] |
| 3     | Grande Prêmio do Paraná            | 24 de julio      | Leonardo Tamburro | Lucas Dezeró      | Leonardo Tamburro   | Honda MotoSchool de Talentos | Honda       | [ 61 ] |
| 4     | Grande Prêmio de Interlagos        | 29 de agosto     | Leonardo Tamburro | Willian Ribeiro   | Leonardo Tamburro   | Honda MotoSchool de Talentos | Honda       | [ 62 ] |
| 5     | Grande Prêmio de Santa Cruz do Sul | 11 de septiembre | Leonardo Tamburro | Leonardo Tamburro | Leonardo Tamburro   | Honda MotoSchool de Talentos | Honda       | [ 63 ] |
| 6     | Grande Prêmio de Caruaru           | 25 de septiembre | Leonardo Tamburro | Renzo Ferreira    | Lucas Dezeró        | Alemão Pneus                 | Honda       | [ 64 ] |
| 7     | Grande Prêmio de Goiânia           | 5 de octubre     | Leonardo Tamburro | Leonardo Tamburro | Leonardo Tamburro   | Honda MotoSchool de Talentos | Honda       | [ 65 ] |
| 8     | Grande Prêmio Petrobras            | 16 de octubre    | Lucas Dezeró      | Lucas Dezeró      | Lucas Dezeró        | Alemão Pneus                 | Honda       | [ 66 ] |
| 9     | Grande Prêmio de Londrina          | 20 de noviembre  | Leonardo Tamburro | Rodrigo Jantônio  | Lucas Dezeró        | Alemão Pneus                 | Honda       | [ 67 ] |
| 10    | Grande Prêmio de Cascavel          | 11 de diciembre  | Lucas Dezeró      | Lucas Dezeró      | Davi Machado Gomide | Honda MotoSchool de Talentos | Honda       | [ 68 ] |

### Honda Junior Cup
| Ronda | Circuito                           | Fecha            | Pole Position   | Vuelta rápida    | Piloto ganador  | Equipo ganador     | Constructor | Ref.   |
| ----- | ---------------------------------- | ---------------- | --------------- | ---------------- | --------------- | ------------------ | ----------- | ------ |
| 1     | Grande Prêmio de Goiás             | 24 de abril      | Kaywan Costa    | Kaywan Costa     | Kaywan Costa    | Huber Racing       | Honda       | [ 69 ] |
| 2     | Grande Prêmio do Rio Grande do Sul | 5 de mayo        | Eduardo Nunes   | Matheus Valamedi | Eduardo Nunes   | Hixon Motor Sports | Honda       | [ 70 ] |
| 3     | Grande Prêmio do Paraná            | 24 de julio      | Gabriel Favero  | Gabriel Favero   | Gabriel Favero  | Spirit Racing      | Honda       | [ 71 ] |
| 4     | Grande Prêmio de Interlagos        | 29 de agosto     | Gabriel Favero  | Gabriel Favero   | Gabriel Favero  | Spirit Racing      | Honda       | [ 72 ] |
| 5     | Grande Prêmio de Santa Cruz do Sul | 11 de septiembre | Gabriel Favero  | Matheus Favero   | Gabriel Favero  | Spirit Racing      | Honda       | [ 73 ] |
| 6     | Grande Prêmio de Caruaru           | 25 de septiembre | Gabriel Favero  | Gabriel Favero   | Gabriel Favero  | Spirit Racing      | Honda       | [ 74 ] |
| 7     | Grande Prêmio de Goiânia           | 5 de octubre     | Gabriel Favero  | Matheus Favero   | Gabriel Favero  | Spirit Racing      | Honda       | [ 75 ] |
| 8     | Grande Prêmio Petrobras            | 16 de octubre    | Gabriel Favero  | Gabriel Favero   | Gabriel Favero  | Spirit Racing      | Honda       | [ 76 ] |
| 9     | Grande Prêmio de Londrina          | 20 de noviembre  | Matheus Favero  | Gabriel Favero   | Gabriel Favero  | Spirit Racing      | Honda       | [ 77 ] |
| 10    | Grande Prêmio de Cascavel          | 11 de diciembre  | Rafael Rigueiro | Rafael Rigueiro  | Rafael Rigueiro | Spirit Racing      | Honda       | [ 28 ] |

## Clasificación
- Los desempates se decidirán por números de victorias, seguido por cantidad de segundos puestos, terceros, etc.; luego por posición de llegada en la carrera anterior; luego por sorteo aleatorio.[78][79]

### Superbike
| Icono | Categoría     |
| ----- | ------------- |
| PRO   | PRO           |
| PAM   | PRO AM        |
| PES   | PRO Estreante |
| MAS   | PRO Master    |

| Pos | Piloto                             | Moto     | Clase | GOI | RGS | PAR | INT | SCZ | CAR | GNA | PET | LON | CAS | Pts |
| --- | ---------------------------------- | -------- | ----- | --- | --- | --- | --- | --- | --- | --- | --- | --- | --- | --- |
| 1   | Diego Faustino                     | Honda    | PRO   | 2   | 1   | 1   | 2   | 1   | 2   | 1   | 1   | 1   | 1   | 241 |
| 2   | Maico Teixeira                     | Honda    | PRO   | 1   | Ret | 2   | 1   | 2   | 3   | 2   | 2   | Ret | 2   | 180 |
| 3   | José Luiz Teixeira Jr "Cachorrão"  | Honda    | PRO   | 4   | 3   | Ret | 4   | 4   | 4   | 4   | 3   | 4   | 5   | 164 |
| 4   | Danilo Lewis                       | Kawasaki | PRO   | 3   | 2   | 3   | 3   | 3   | 1   | Ret | Ret | Ret | 3   | 147 |
| 5   | Bruno Corano                       | Kawasaki | PRO   | 5   | 5   | 10  | 6   | 6   | 5   | 9   | 15  | 9   | 8   | 132 |
| 6   | Pablo Flores Nunes                 | BMW      | PRO   | 6   |     | 5   | 5   | 5   | 6   | Ret | 7   | 8   | 9   | 117 |
| 7   | Fernando Min                       | Kawasaki | PAM   | 10  | 14  | 12  | 9   | 8   | 9   | 16  | 8   | 7   | 4   | 102 |
| 8   | Marcelo Skaf                       | Kawasaki | PRO   |     | 10  | 8   | Ret | 15  | 7   | 5   | 12  | 5   | 13  | 93  |
| 9   | Fabrício de Castro                 | Kawasaki | PAM   | 12  | 13  | 9   | 11  | 10  | 11  | 11  | 9   | 10  |     | 93  |
| 10  | Rogério Gentil Fernandes           | Kawasaki | MAS   | 14  | 9   | 14  |     | 9   | 12  | 12  | 10  | 12  | 7   | 90  |
| 11  | Ricardo Negretto                   | Kawasaki | PES   | 13  |     | 13  | 10  |     | 10  | 8   | 6   |     | 6   | 81  |
| 12  | Joãozinho Sobreira Treze           | Kawasaki | PRO   | 7   | 7   | 7   | 7   | 14  | Ret |     |     |     |     | 63  |
| 13  | Elson Tenebra Otero                | Suzuki   | MAS   | Ret | 11  | 16  | 14  | 12  | 16  | 14  | 13  | 11  | DSQ | 61  |
| 14  | Fernando Guerra                    | Kawasaki | PAM   |     |     |     |     |     |     | 3   | DNS | 3   | 11  | 50  |
| 15  | Aldo Casalecchi Filho              | Kawasaki | PAM   |     |     |     |     |     |     | 7   | 4   | 6   | Ret | 48  |
| 16  | Massao Nishimoto                   | Kawasaki | PRO   | 9   | 8   | 6   |     |     |     |     |     | 13  | NC  | 48  |
| 17  | Daniel Gurgel Mendonça             | Kawasaki | PRO   | 11  |     | 11  | 8   | 7   | Ret |     |     |     |     | 47  |
| 18  | Mauro Thomassini                   | Kawasaki | PRO   | 8   | 6   | Ret | Ret | Ret | 8   |     |     |     |     | 41  |
| 19  | Rodrigo Rocky                      | Honda    | PAM   |     | 12  | 18  | 13  | 11  | 14  |     |     | DNS | Ret | 37  |
| 20  | Sebastian Martínez                 | Kawasaki | PAM   |     |     |     |     |     |     |     |     | 2   | 10  | 33  |
| 21  | Luciano Gomes Pokémon              | Kawasaki | PAM   |     |     |     |     |     |     | 6   | 5   |     |     | 31  |
| 22  | Rui Luiz Alves                     | Kawasaki | PAM   |     |     |     |     |     |     | 10  | 11  |     |     | 21  |
| 23  | Luciano Bastos                     | Honda    | PES   |     |     |     | 16  | 13  | 15  |     |     |     |     | 19  |
| 24  | Robson Portaluppi                  | Kawasaki | PRO   |     | 4   |     |     |     |     |     |     |     |     | 18  |
| 25  | Gustavo Herrera                    | Kawasaki | PAM   |     |     | 4   |     |     |     |     |     |     |     | 18  |
| 26  | Alexandre Marzola "Dick Vigarista" | Kawasaki | PAM   |     |     |     |     |     | 13  | Ret | NPQ | 14  | Ret | 15  |
| 27  | Jonas Elias Souza da Silva         | Kawasaki | PAM   |     |     |     |     |     |     | 13  | 14  |     |     | 15  |
| 28  | Iberson Thiago Vieira              | Kawasaki | PES   |     |     | 17  | 17  |     |     | 15  | Ret |     |     | 14  |
| 29  | Gian Paolo de Filippis             | Kawasaki | PES   |     |     | 15  |     |     | 17  |     |     |     |     | 10  |
| 30  | Willians Sales Piuí                | Suzuki   | PES   |     |     |     | 12  |     |     |     |     |     |     | 9   |
| 31  | Daniel Toloni                      | BMW      | PAM   |     |     |     | 15  |     |     |     |     |     |     | 6   |
| 32  | Ricardo Fox                        | Kawasaki | PRO   |     |     |     |     |     | NC  |     |     |     |     | 0   |
| 33  | Danilo Rafael Berto                | Kawasaki | PAM   | Ret |     |     |     |     |     |     |     |     |     | 0   |
| 34  | Ian Lucas Testa                    | Honda    | PAM   | Ret |     |     |     |     |     |     |     |     |     | 0   |
| 35  | José Cunha                         | Honda    | MAS   |     |     |     | Ret |     |     |     |     |     |     | 0   |
| Pos | Piloto                             | Moto     | Clase | GOI | RGS | PAR | INT | SCZ | CAR | GNA | PET | LON | CAS | Pts |

| Color     | Resultado                                                               |
| --------- | ----------------------------------------------------------------------- |
| Oro       | Ganador                                                                 |
| Plata     | 2.ª plaza                                                               |
| Bronce    | 3.ª plaza                                                               |
| Verde     | Finalizó en los puntos                                                  |
| Azul      | Finalizó sin puntos                                                     |
| Azul      | NC - No clasificado                                                     |
| Violeta   | Ret - No terminó (Carrera)                                              |
| Rojo      | DNQ - No se clasificó                                                   |
| Negro     | DSQ - Descalificado                                                     |
| Blanco    | DNS - No empezó (carrera)                                               |
| Blanco    | WD - Retirado (fin de semana)                                           |
| Blanco    | C - Carrera cancelada                                                   |
| Sin color | DNP - Inscrito pero no participó                                        |
| Sin color | INJ - Lesionado                                                         |
| Sin color | EX - Excluido                                                           |
| Estado    | Resultado                                                               |
| Negrita   | Pole position                                                           |
| Cursiva   | Vuelta rápida                                                           |
| †         | Abandona, pero clasifica al completar el porcentaje requerido para ello |

### Campeonato de Constructores
| Pos. | Constructor | GOI | RGS | PAR | INT | SCZ | CAR | GNA | PET | LON | CAS | Pts. |
| ---- | ----------- | --- | --- | --- | --- | --- | --- | --- | --- | --- | --- | ---- |
| 1    | Honda       | 1   | 1   | 1   | 1   | 1   | 2   | 1   | 1   | 1   | 1   | 245  |
| 2    | Kawasaki    | 3   | 2   | 3   | 3   | 3   | 1   | 3   | 3   | 2   | 3   | 177  |
| 3    | BMW         | 6   |     | 5   | 5   | 5   | 6   | Ret | 7   | 8   | 9   | 77   |
| 4    | Suzuki      | Ret | 11  | 16  | 12  | 12  | 16  | 14  | 13  | 11  | DSQ | 23   |
| Pos. | Constructor | GOI | RGS | PAR | INT | SCZ | CAR | GNA | PET | LON | CAS | Pts. |

### Superbike Light
| Icono | Categoría |
| ----- | --------- |
| LGT   | Light     |
| MAS   | Master    |

| Pos | Piloto                          | Moto     | Clase | GOI | RGS | PAR | INT | SCZ | CAR | GNA | PET | LON | CAS | Pts |
| --- | ------------------------------- | -------- | ----- | --- | --- | --- | --- | --- | --- | --- | --- | --- | --- | --- |
| 1   | Juracy Rodrigues "Black"        | Kawasaki | LGT   | 2   | 1   | 1   | 1   | 1   | 1   | 1   | 2   | 1   | 4   | 237 |
| 2   | Guto Figueiredo                 | Kawasaki | LGT   | 6   | 3   | 2   | 3   | 3   | 2   | 2   | 1   | 2   | 8   | 201 |
| 3   | Rodrigo Soncini Ronchetti       | Kawasaki | LGT   | 11  | 7   | 6   | 5   | 6   | 3   | 5   | 4   | 5   | Ret | 140 |
| 4   | Eduardo Putrino                 | Kawasaki | LGT   | Ret | 14  | 10  | 12  | 12  |     | 6   | 6   | 6   | 7   | 95  |
| 5   | Michel Semaan Abboud            | Kawasaki | MAS   | 20  | 11  | 12  | 17  | 13  | 4   | 11  | 8   | 11  | 12  | 92  |
| 6   | Marcos Paulo Lacerda            | BMW      | LGT   | 22  | 13  | 11  | 14  | 10  | 6   | 10  | 7   | 10  | Ret | 87  |
| 7   | Alessandro Andrade              | Kawasaki | LGT   | 1   |     |     |     |     |     | 3   | 3   | 3   | Ret | 85  |
| 8   | Marcos Antônio Migliorelli      | BMW      | LGT   | 9   |     | 9   | 15  |     |     | 4   | 5   | 4   | Ret | 82  |
| 9   | Jirios Semaan Abboud            | Kawasaki | MAS   | 16  |     |     | 16  | 9   |     | 7   | 9   | 7   | 10  | 73  |
| 10  | Adriano Garcia                  | Kawasaki | LGT   | 17  | 12  | 15  | DNS | Ret | 5   | 12  | 11  | 12  | 11  | 73  |
| 11  | Wallison Vilaça                 | BMW      | LGT   | 19  | 10  | 16  | 19  | 11  | 16  | 8   | 10  | 8   | Ret | 72  |
| 12  | Maico Colussi                   | Yamaha   | LGT   |     | 2   | 7   |     | 2   | 8   |     |     |     |     | 71  |
| 13  | Jeferson Marchesin Friche       | Suzuki   | LGT   | 5   |     | 4   | 2   | 8   |     | Ret | DNS | Ret | DNS | 69  |
| 14  | Anselmo Perini                  | Kawasaki | LGT   |     | 4   |     |     | 4   | 7   |     |     |     |     | 50  |
| 15  | Cássio Silva                    | Kawasaki | LGT   | 21  |     |     | Ret | 7   | 15  |     |     | Ret | 1   | 45  |
| 16  | Cléberson Maicher "Alemão"      | Kawasaki | LGT   |     |     | 5   | 9   |     |     |     |     | NC  | 5   | 44  |
| 17  | André Schwarzembeck             | Kawasaki | LGT   |     | 6   | 8   | 8   |     |     |     |     |     |     | 41  |
| 18  | Marcos Ramalho                  | BMW      | MAS   | 12  | 5   |     |     |     |     |     |     | Ret | 6   | 40  |
| 19  | Édson Errera                    | Kawasaki | MAS   | 23  | Ret | Ret | 21  | 14  | 14  | 13  | Ret | 13  | 14  | 37  |
| 20  | Marcos Senra                    | Ducati   | MAS   |     |     |     |     |     |     | 9   | 12  | 9   | DNF | 33  |
| 21  | Levy Lopes                      | Kawasaki | MAS   | 13  | 8   |     |     |     | 13  |     |     |     |     | 29  |
| 22  | Fábio Nallin                    | Kawasaki | LGT   | 7   |     |     | 7   |     |     |     |     |     |     | 28  |
| 23  | Paulo Henrique Pistoresi        | Kawasaki | MAS   |     |     |     |     |     |     |     |     | Ret | 2   | 22  |
| 24  | Henrique Poli Jr                | Kawasaki | LGT   |     |     |     | 10  |     | 10  |     |     |     |     | 22  |
| 25  | Henrique Castro                 | Ducati   | LGT   | 3   |     |     |     |     |     |     |     |     |     | 20  |
| 26  | Stephanie Devoto                | BMW      | LGT   |     |     |     |     |     |     |     |     | Ret | 3   | 20  |
| 27  | Sharbel El Hajjar               | Kawasaki | LGT   |     |     | 3   |     |     |     |     |     |     |     | 20  |
| 28  | Juliano Mognol                  | Kawasaki | LGT   |     |     | 13  |     |     | 9   |     |     |     |     | 20  |
| 29  | Kaio Rangel Cordeiro e Brito    | Kawasaki | LGT   | 4   |     |     |     |     |     |     |     |     |     | 18  |
| 30  | Fábio Martins                   | Kawasaki | LGT   |     |     |     | 4   |     |     |     |     |     |     | 18  |
| 31  | Alexandre Marzola               | Kawasaki | MAS   | 14  |     |     | 11  |     |     |     |     |     |     | 17  |
| 32  | Jean Vieira                     | Triumph  | LGT   |     |     |     |     | 5   |     |     |     |     |     | 16  |
| 33  | Rodrigo Calmon Dazzi            | Honda    | LGT   |     |     |     | 6   |     |     |     |     |     |     | 15  |
| 34  | Carlos Henrique Santos Daniel   | Kawasaki | LGT   |     |     |     |     | 15  |     |     |     | INF | 13  | 14  |
| 35  | Remi Toscano                    | Kawasaki | MAS   |     |     |     |     |     |     | 14  | Ret | 14  | Ret | 14  |
| 36  | Luciano de Oliveira Gomes       | Kawasaki | LGT   | 8   |     |     |     |     |     |     |     |     |     | 13  |
| 37  | Jonas Ellias Souza              | Kawasaki | LGT   |     |     |     |     |     |     |     |     | OUT | 9   | 12  |
| 38  | Danilo Berto                    | Kawasaki | LGT   |     | 9   |     |     |     |     |     |     |     |     | 12  |
| 39  | Ricardo Sein Pereira            | Honda    | LGT   | 10  |     |     |     |     |     |     |     |     |     | 11  |
| 40  | Ibrahim Sulaimen                | Triumph  | MAS   |     |     |     |     |     | 11  |     |     |     |     | 10  |
| 41  | Nélson Gonçalves "Mágico"       | Suzuki   | MAS   | 18  | 15  |     | 20  |     |     |     |     |     |     | 10  |
| 42  | Daniel Monteiro                 | Yamaha   | LGT   |     |     |     | 13  |     |     |     |     |     |     | 8   |
| 43  | Néslon Henrique Fontes          | Honda    | LGT   |     |     | 14  |     |     |     |     |     |     |     | 7   |
| 44  | Gabriella Bastos                | Kawasaki | LGT   |     |     |     |     |     |     |     |     | AT  | 15  | 6   |
| 45  | Afrânio de Almeida Jr           | Suzuki   | LGT   | 15  |     |     |     |     |     |     |     |     |     | 6   |
| 46  | Irineu Cerino Jr                | Ducati   | LGT   |     |     |     | 18  |     |     |     |     |     |     | 3   |
| 47  | Rafael Dadário                  | Kawasaki | LGT   |     |     |     |     |     |     |     |     | AT  | Ret | 0   |
| 48  | Thelmo Galvão                   | Kawasaki | LGT   |     |     |     |     |     |     | Ret | DNS | Ret | DNS | 0   |
| 49  | Fabian Tortorello               | Kawasaki | LGT   |     |     |     | NC  |     |     |     |     |     |     | 0   |
| 50  | Jeferson Valezin "Jé do Seguro" | Kawasaki | LGT   | Ret |     |     |     |     |     |     |     |     |     | 0   |
| 51  | Rafael Carvalho                 | Yamaha   | LGT   |     | Ret |     |     |     |     |     |     |     |     | 0   |
| 52  | Jonathan Baldochi               | BMW      | LGT   |     |     | Ret |     |     |     |     |     |     |     | 0   |
| 53  | Ânderson Gomes Bonfim           | BMW      | LGT   |     |     |     | Ret |     |     |     |     |     |     | 0   |
| 54  | Antônio Carlos Barroso Jr       | Kawasaki | LGT   |     |     |     | Ret |     |     |     |     |     |     | 0   |
| 55  | Brad Spencer                    | Yamaha   | MAS   |     |     |     |     |     | Ret |     |     |     |     | 0   |
| 56  | Daniel Toloni                   | BMW      | LGT   |     |     |     | DNP |     |     |     |     |     |     | 0   |
| Pos | Piloto                          | Moto     | Clase | GOI | RGS | PAR | INT | SCZ | CAR | GNA | PET | LON | CAS | Pts |

| Color     | Resultado                                                               |
| --------- | ----------------------------------------------------------------------- |
| Oro       | Ganador                                                                 |
| Plata     | 2.ª plaza                                                               |
| Bronce    | 3.ª plaza                                                               |
| Verde     | Finalizó en los puntos                                                  |
| Azul      | Finalizó sin puntos                                                     |
| Azul      | NC - No clasificado                                                     |
| Violeta   | Ret - No terminó (Carrera)                                              |
| Rojo      | DNQ - No se clasificó                                                   |
| Negro     | DSQ - Descalificado                                                     |
| Blanco    | DNS - No empezó (carrera)                                               |
| Blanco    | WD - Retirado (fin de semana)                                           |
| Blanco    | C - Carrera cancelada                                                   |
| Sin color | DNP - Inscrito pero no participó                                        |
| Sin color | INJ - Lesionado                                                         |
| Sin color | EX - Excluido                                                           |
| Estado    | Resultado                                                               |
| Negrita   | Pole position                                                           |
| Cursiva   | Vuelta rápida                                                           |
| †         | Abandona, pero clasifica al completar el porcentaje requerido para ello |

### Campeonato de Constructores
| Pos. | Constructor | GOI | RGS | PAR | INT | SCZ | CAR | GNA | PET | LON | CAS | Pts. |
| ---- | ----------- | --- | --- | --- | --- | --- | --- | --- | --- | --- | --- | ---- |
| 1    | Kawasaki    | 1   | 1   | 1   | 1   | 1   | 1   | 1   | 1   | 1   | 1   | 250  |
| 2    | BMW         | 9   | 5   | 9   | 14  | 10  | 6   | 4   | 5   | 4   | 3   | 96   |
| 3    | Yamaha      |     | 2   | 7   | 13  | 2   | 8   |     |     |     |     | 60   |
| 4    | Suzuki      | 5   | 15  | 4   | 2   | 8   |     | Ret | DNS | Ret | DNS | 53   |
| 5    | Ducati      | 3   |     |     | 18  |     |     | 9   | 12  | 9   | DNF | 34   |
| 6    | Triumph     |     |     |     |     | 5   | 11  |     |     |     |     | 16   |
| Pos. | Constructor | GOI | RGS | PAR | INT | SCZ | CAR | GNA | PET | LON | CAS | Pts. |

### Supersport 600
| Icono | Categoría |
| ----- | --------- |
| PRO   | PRO       |
| PAM   | PRO AM    |
| EST   | Estreante |

| Pos | Piloto                            | Moto     | Clase | GOI | RGS | PAR | INT | SCZ | CAR | GNA | PET | LON | CAS | Pts |
| --- | --------------------------------- | -------- | ----- | --- | --- | --- | --- | --- | --- | --- | --- | --- | --- | --- |
| 1   | Matheus de Oliveira Dias          | Kawasaki | PRO   | 2   | 2   | 1   | 2   | 1   | 1   | 1   | 1   | 2   | 5   | 229 |
| 2   | Alex Schultz                      | Kawasaki | PRO   | 3   | 1   | 2   | 3   | 2   | 4   | 3   | 6   | 1   | 2   | 209 |
| 3   | Luiz Cerciari                     | Yamaha   | PRO   | 1   | 3   | DNS | 1   | 3   | 5   | 2   | 2   | 3   | 11  | 180 |
| 4   | Dudu Costa Neto                   | Kawasaki | PRO   | 5   | 5   | 4   | Ret | 4   | 6   | INF | 8   | 4   | 6   | 129 |
| 5   | Rafael Dadário                    | Kawasaki | PAM   | 13  | 7   | 12  | 7   | 5   | 2   | Ret | 4   | 7   | 18  | 118 |
| 6   | Christian Cerciari                | Yamaha   | EST   | 4   | Ret | 8   | 8   | 11  | 3   | 5   | 5   | 16  | 16  | 116 |
| 7   | Leopoldo Bittar                   | Kawasaki | PAM   | 9   | 11  |     | 16  | 6   | 7   | 4   | 3   | 11  | 10  | 115 |
| 8   | Irineu Trudes Jr "Juninho"        | Yamaha   | EST   |     | 10  | Ret | 6   | 8   | 9   | 9   | 9   | 6   | 9   | 102 |
| 9   | Victor Villaverde                 | Kawasaki | PAM   | 12  | 9   | 11  | 9   | 7   | 8   |     |     | 10  | 12  | 90  |
| 10  | Osvaldo Jorge Filho "Duende"      | Honda    | EST   | 14  | 8   | 9   | 11  | Ret | Ret | 6   | 7   | 12  | 13  | 88  |
| 11  | Sabrina Paiuta                    | Kawasaki | PRO   | 7   | 6   | 3   | 4   |     |     |     |     |     |     | 67  |
| 12  | Maurício Protta "Máscara"         | Kawasaki | PAM   |     |     | 10  |     |     |     | 7   | 10  | 9   | Ret | 48  |
| 13  | Marcos Souza "Marcão"             | Honda    | EST   |     |     | 5   | 12  |     |     |     |     | 5   | Ret | 41  |
| 14  | Lucas Bittencourt                 | Triumph  | PRO   | 6   |     |     |     |     |     |     |     | Ret | 1   | 40  |
| 15  | Walteny Amaral "Scoob"            | Kawasaki | PAM   | 21  | 15  | 15  | 21  | 9   | Ret | 14  | Ret | 15  | Ret | 37  |
| 16  | Ives Moraes                       | Triumph  | PRO   |     |     | 14  | 5   |     |     | 8   | Ret |     |     | 36  |
| 17  | Alessandro Ferraz                 | Kawasaki | EST   |     |     |     |     | 10  | 10  |     |     | 14  | 17  | 33  |
| 18  | Antônio Télvio                    | Kawasaki | PAM   | 20  | 14  | Ret | 15  | Ret | DNS |     |     | 13  | 14  | 29  |
| 19  | Gérson Campos                     | Kawasaki | PRO   |     |     |     | 14  |     |     | 10  | 12  |     |     | 27  |
| 20  | Pedro Sampaio                     | Yamaha   | PRO   |     |     |     |     |     |     |     |     | Ret | 3   | 20  |
| 21  | Gabriel Ruach                     | Kawasaki | PAM   |     | 16  | 6   | Ret |     |     |     |     |     |     | 20  |
| 22  | Pedro Migliorelli                 | Kawasaki | PAM   |     |     |     | Ret |     |     | 11  | 11  | Ret | DNS | 20  |
| 23  | Marcos Senra                      | Yamaha   | PRO   | 18  | 13  |     | 13  |     |     |     |     |     |     | 19  |
| 24  | Márcio Bortollini                 | Honda    | EST   |     |     |     |     |     |     |     |     | Ret | 4   | 18  |
| 25  | Alexandre K. Rosa Jr              | Kawasaki | PRO   |     | 4   |     |     |     |     |     |     |     |     | 18  |
| 26  | Daniel Silingardi                 | Kawasaki | PRO   | 17  |     |     |     |     |     |     |     | 8   | Ret | 17  |
| 27  | Vicente F. Ortega                 | Triumph  | EST   |     |     |     |     |     |     | 13  | 13  |     |     | 16  |
| 28  | Renato Mesquita Jr                | Kawasaki | PAM   |     |     | 7   |     |     |     |     |     | DSQ | DSQ | 14  |
| 29  | Jefferson Ramos Valcézia          | Kawasaki | PRO   |     |     |     |     |     |     |     |     | DNS | 7   | 14  |
| 30  | Luís Ferraz                       | Kawasaki | EST   |     |     |     |     |     |     |     |     | Ret | 8   | 13  |
| 31  | Douglas Pecoraro                  | Kawasaki | EST   | 8   |     |     |     |     |     |     |     |     |     | 13  |
| 32  | Victor C. Luciano "Durval Careca" | Kawasaki | EST   | 10  |     |     |     |     |     |     |     |     |     | 11  |
| 33  | Diego Nunes Moysés                | Honda    | PAM   |     |     |     | 10  |     |     |     |     |     |     | 11  |
| 34  | Gregory Alfonso                   | Kawasaki | PAM   | 11  |     |     |     |     |     |     |     |     |     | 10  |
| 35  | Rudnei L. Pimenta                 | Yamaha   | PAM   |     |     |     |     |     |     | 12  | DNQ |     |     | 9   |
| 36  | Luiz Henrique Rosso               | Kawasaki | PRO   |     | 12  |     |     |     |     |     |     |     |     | 9   |
| 37  | Guilherme Galan                   | Kawasaki | EST   |     |     | 13  |     |     |     |     |     |     |     | 8   |
| 38  | Samir Haikal Jr                   | Triumph  | PAM   |     |     |     |     |     |     | 15  | 14  |     |     | 7   |
| 39  | Diego Viveiros                    | Kawasaki | PRO   |     |     |     |     |     |     |     |     | DNS | 15  | 6   |
| 40  | Hiroji Okano Jr                   | Triumph  | PAM   |     |     |     |     |     |     | DNP | 15  |     |     | 6   |
| 41  | Juliano Godoy Rezende             | Yamaha   | PAM   | 15  |     |     |     |     |     |     |     |     |     | 6   |
| 42  | Ricardo Bruniera "Pitty"          | Kawasaki | PRO   | 16  |     |     |     |     |     |     |     |     |     | 5   |
| 43  | Leandro Bressan                   | Triumph  | PAM   |     |     |     | 17  |     |     |     |     |     |     | 4   |
| 44  | Denílson Sardá                    | Honda    | PAM   |     |     |     | 18  |     |     |     |     |     |     | 3   |
| 45  | Thiago Freitas                    | Kawasaki | PAM   | 19  |     |     |     |     |     |     |     |     |     | 2   |
| 46  | Cadú Martínez                     | Triumph  | PAM   |     |     |     | 19  |     |     |     |     |     |     | 2   |
| 47  | Sandro Garbim                     | Kawasaki | PAM   | 22  |     |     | 20  |     |     |     |     |     |     | 1   |
| 48  | Wagner Oliveira Ottinger          | Kawasaki | PAM   |     |     |     |     |     |     |     |     | Ret | Ret | 0   |
| 49  | Édson Fibla                       | Kawasaki | PRO   |     | DNS |     | Ret |     |     |     |     |     |     | 0   |
| 50  | Rogério Natalino de Assis         | Honda    | PAM   |     |     |     | Ret |     |     |     |     |     |     | 0   |
| 51  | Roger Sidney Dionísio             | Kawasaki | PAM   |     |     |     | Ret |     |     |     |     |     |     | 0   |
| Pos | Piloto                            | Moto     | Clase | GOI | RGS | PAR | INT | SCZ | CAR | GNA | PET | LON | CAS | Pts |

| Color     | Resultado                                                               |
| --------- | ----------------------------------------------------------------------- |
| Oro       | Ganador                                                                 |
| Plata     | 2.ª plaza                                                               |
| Bronce    | 3.ª plaza                                                               |
| Verde     | Finalizó en los puntos                                                  |
| Azul      | Finalizó sin puntos                                                     |
| Azul      | NC - No clasificado                                                     |
| Violeta   | Ret - No terminó (Carrera)                                              |
| Rojo      | DNQ - No se clasificó                                                   |
| Negro     | DSQ - Descalificado                                                     |
| Blanco    | DNS - No empezó (carrera)                                               |
| Blanco    | WD - Retirado (fin de semana)                                           |
| Blanco    | C - Carrera cancelada                                                   |
| Sin color | DNP - Inscrito pero no participó                                        |
| Sin color | INJ - Lesionado                                                         |
| Sin color | EX - Excluido                                                           |
| Estado    | Resultado                                                               |
| Negrita   | Pole position                                                           |
| Cursiva   | Vuelta rápida                                                           |
| †         | Abandona, pero clasifica al completar el porcentaje requerido para ello |

### Campeonato de Constructores
| Pos. | Constructor | GOI | RGS | PAR | INT | SCZ | CAR | GNA | PET | LON | CAS | Pts. |
| ---- | ----------- | --- | --- | --- | --- | --- | --- | --- | --- | --- | --- | ---- |
| 1    | Kawasaki    | 2   | 1   | 1   | 2   | 1   | 1   | 1   | 1   | 1   | 2   | 235  |
| 2    | Yamaha      | 1   | 3   | 8   | 1   | 3   | 3   | 2   | 2   | 3   | 3   | 178  |
| 3    | Honda       | 14  | 8   | 5   | 10  | Ret | Ret | 6   | 7   | 5   | 4   | 70   |
| 4    | Triumph     |     |     | 14  | 5   |     |     | 8   | 13  | 13  | 1   | 28   |
| Pos. | Constructor | GOI | RGS | PAR | INT | SCZ | CAR | GNA | PET | LON | CAS | Pts. |

### Copa Kawasaki Ninja 600
| Icono | Categoría |
| ----- | --------- |
| 600   | 600       |
| MAS   | Master    |

| Pos | Piloto                     | Moto     | Clase | GOI | RGS | PAR | INT | SCZ | CAR | GNA | PET | LON | CAS | Pts |
| --- | -------------------------- | -------- | ----- | --- | --- | --- | --- | --- | --- | --- | --- | --- | --- | --- |
| 1   | Diego Viveiros             | Kawasaki | 600   | 1   | 1   | 1   | 1   | 1   | 1   | 1   | 1   | 3   | 1   | 245 |
| 2   | Jefferson Ramos Valcézia   | Kawasaki | 600   | 4   | 4   | 4   | 10  | 2   | 2   | 2   | 2   | 1   | 3   | 198 |
| 3   | Luís Ferraz                | Kawasaki | 600   | 3   | 3   | 3   | 2   | 6   | 4   | 8   | 9   | 2   | 4   | 180 |
| 4   | Douglas S. Tomé            | Kawasaki | 600   |     | 5   | 2   | 3   | 4   | 6   | 4   | 3   | 5   | 6   | 160 |
| 5   | Edvaldo José Martinati     | Kawasaki | MAS   | 7   | 6   |     | 8   | 5   | 5   | 3   | 4   | 4   | 2   | 152 |
| 6   | Raphael Arcari Brito       | Kawasaki | 600   |     |     | 5   | 6   | 3   | 7   | 5   | 5   | 7   | Ret | 111 |
| 7   | Bruno Monteiro             | Kawasaki | 600   |     |     | 6   | 7   | Ret |     | 7   | 6   | 6   | 7   | 87  |
| 8   | Júnior Américo de Oliveira | Kawasaki | 600   |     |     |     | 9   | 7   | 8   | 6   | 7   | Ret | Ret | 68  |
| 9   | Marcelo Kitadai            | Kawasaki | MAS   |     | DNS |     | 12  | 8   | 9   | Ret | 8   | DSQ | 6   | 62  |
| 10  | Thomás Carboneiro da Silva | Kawasaki | 600   |     |     |     | 4   |     |     | 10  | Ret | 9   | 11  | 51  |
| 11  | Flávio Pavanelli           | Kawasaki | 600   | 2   | 2   |     |     |     |     |     |     |     |     | 44  |
| 12  | Ricardo Barlette           | Kawasaki | 600   |     | Ret | 7   | Ret | Ret |     | 9   | INF | Ret | 10  | 37  |
| 13  | Frederico Saraiva          | Kawasaki | 600   |     |     |     | 11  |     | Ret |     |     | 8   | 8   | 36  |
| 14  | Olímpio Antônio Filho      | Kawasaki | 600   | 8   |     |     |     |     | 3   |     |     |     |     | 33  |
| 15  | Guilherme Fais             | Kawasaki | 600   | 6   |     |     | 5   |     |     |     |     |     |     | 31  |
| 16  | Diego Botelho "Speed Man"  | Kawasaki | 600   | 5   | DSQ | Ret |     |     |     |     |     |     |     | 16  |
| 17  | Rafael Alves Costa         | Kawasaki | 600   | Ret |     |     | Ret |     |     |     |     |     | 5   | 16  |
| 18  | Hovanes Agbarian Filho     | Kawasaki | MAS   | 9   |     |     |     |     |     |     |     |     |     | 12  |
| 19  | Maurício Protta            | Kawasaki | 600   | Ret |     |     |     |     |     |     |     |     |     | 0   |
| 20  | Samara Andrade             | Kawasaki | 600   | DSQ |     |     |     |     |     |     |     |     |     | 0   |
| Pos | Piloto                     | Moto     | Clase | GOI | RGS | PAR | INT | SCZ | CAR | GNA | PET | LON | CAS | Pts |

| Color     | Resultado                                                               |
| --------- | ----------------------------------------------------------------------- |
| Oro       | Ganador                                                                 |
| Plata     | 2.ª plaza                                                               |
| Bronce    | 3.ª plaza                                                               |
| Verde     | Finalizó en los puntos                                                  |
| Azul      | Finalizó sin puntos                                                     |
| Azul      | NC - No clasificado                                                     |
| Violeta   | Ret - No terminó (Carrera)                                              |
| Rojo      | DNQ - No se clasificó                                                   |
| Negro     | DSQ - Descalificado                                                     |
| Blanco    | DNS - No empezó (carrera)                                               |
| Blanco    | WD - Retirado (fin de semana)                                           |
| Blanco    | C - Carrera cancelada                                                   |
| Sin color | DNP - Inscrito pero no participó                                        |
| Sin color | INJ - Lesionado                                                         |
| Sin color | EX - Excluido                                                           |
| Estado    | Resultado                                                               |
| Negrita   | Pole position                                                           |
| Cursiva   | Vuelta rápida                                                           |
| †         | Abandona, pero clasifica al completar el porcentaje requerido para ello |

### Copa Kawasaki 300R
| Icono | Categoría |
| ----- | --------- |
| LGT   | Light     |
| 300   | 300R      |

| Pos | Piloto                          | Moto     | Clase | GOI | RGS | PAR | INT | SCZ | CAR | GNA | PET | LON | CAS | Pts |
| --- | ------------------------------- | -------- | ----- | --- | --- | --- | --- | --- | --- | --- | --- | --- | --- | --- |
| 1   | Fernando Santos                 | Kawasaki | LGT   | 2   | 5   | 4   | 2   | 1   | 2   | 12  | 7   | 3   | DSQ | 184 |
| 2   | Victor Perrucho                 | Kawasaki | LGT   | DSQ | 2   | 1   | 4   | 3   | 3   | 4   | 6   | 2   | 2   | 182 |
| 3   | Niko Ramos                      | Kawasaki | 300   | 1   |     |     | 3   | 2   | 1   | 3   | 2   | 5   | 3   | 170 |
| 4   | Indiana Muñoz Gomez "Indy"      | Kawasaki | 300   | 4   | 4   | 2   | 1   |     |     | 8   | 3   | 1   | 1   | 166 |
| 5   | Régis Gomes Primos              | Kawasaki | 300   | 10  | 11  | 6   | 6   | Ret | 5   | 13  | 15  | 7   | 8   | 108 |
| 6   | Marco Antônio Reis              | Kawasaki | 300   | 8   | 14  | 7   | 8   | 4   | 4   | 11  | 10  | Ret | DNS | 104 |
| 7   | Ricardo Castilho                | Kawasaki | LGT   | 16  | 9   | 12  | 21  | 7   | 8   | 19  | 12  | 6   | 7   | 93  |
| 8   | Pedro Henrique Ramos e Silva    | Kawasaki | 300   | 3   | 3   | 24  | 5   |     |     | 10  | 8   |     |     | 80  |
| 9   | Josué Araújo "Bochecha"         | Kawasaki | 300   | 5   | 6   | 9   | 13  |     |     |     |     | 14  | 4   | 76  |
| 10  | Rodne Rufino                    | Kawasaki | 300   | 13  | 8   | 8   | 12  | 5   | 10  | Ret | 18  |     |     | 73  |
| 11  | Ricardo de Barros               | Kawasaki | LGT   | 14  | 17  | 14  | 18  | 8   | 7   | 21  | 20  | 9   | 9   | 73  |
| 12  | Ânderson dos Santos             | Kawasaki | 300   | 18  | 18  | 11  | 16  | 9   | 11  | 25  | 16  | 8   | 10  | 72  |
| 13  | Bruno César Borges              | Kawasaki | 300   | Ret | 1   | 3   | Ret |     |     | 2   | DSQ |     |     | 67  |
| 14  | Derick Rene Litano Filipini     | Kawasaki | LGT   | DSQ |     | 17  | 17  | 6   | 6   | 15  | 11  |     |     | 54  |
| 15  | Yoshinori Noda                  | Kawasaki | 300   |     |     |     | Ret |     |     | 1   | 1   |     |     | 50  |
| 16  | Ricardo Moraes                  | Kawasaki | 300   |     |     |     | 33  | 11  | 13  | 22  | 21  | 10  | 11  | 39  |
| 17  | Carlos Alberto Jr               | Kawasaki | LGT   |     |     | 23  | 28  | 12  | 12  | 23  | 23  | 12  | 12  | 36  |
| 18  | Rafael Rodrigues                | Kawasaki | 300   | Ret |     |     |     |     |     | 5   | 4   |     |     | 34  |
| 19  | Odair Delefrati                 | Kawasaki | 300   |     |     |     |     |     |     |     |     | 4   | 5   | 34  |
| 20  | Fábio Roberto Ferreira          | Kawasaki | LGT   |     |     |     | 10  |     |     |     |     | 13  | 6   | 34  |
| 21  | Wylkson R. Gomes                | Kawasaki | 300   |     |     |     |     |     |     | 6   | 5   |     |     | 31  |
| 22  | Abimael Silva de Souza          | Kawasaki | 300   | 6   | Ret | 5   | 37  |     |     |     |     |     |     | 31  |
| 23  | Jeferson de Souza Silva         | Kawasaki | LGT   |     | 20  | 18  | 15  | DSQ | 9   | 14  | DNS |     |     | 29  |
| 24  | Kaywan Freire                   | Kawasaki | 300   |     | Ret | 19  | 19  |     |     | 9   | 9   |     |     | 28  |
| 25  | Sarah Conessa de Moura          | Kawasaki | 300   | 7   |     | Ret | 20  |     |     | 18  | 13  |     |     | 26  |
| 26  | Carlos Roberto Rocha "Pássaro"  | Kawasaki | 300   | 12  | 10  | 16  |     |     |     |     |     |     |     | 25  |
| 27  | Maurício Mendes                 | Kawasaki | LGT   |     | 7   |     | 11  |     |     |     |     |     |     | 24  |
| 28  | Raphael Arcari Brito            | Kawasaki | LGT   | 11  | 12  |     |     |     |     |     |     |     |     | 19  |
| 29  | Felipe Diniz "Bolinha"          | Kawasaki | LGT   | 15  | 16  | 13  | 34  |     |     |     |     |     |     | 19  |
| 30  | Rubens Pacheco                  | Kawasaki | 300   | DSQ |     | 10  | 14  |     |     |     |     |     |     | 18  |
| 31  | Eliseu do Nascimento            | Kawasaki | 300   |     |     |     |     |     |     |     |     | 11  | 13  | 18  |
| 32  | Pierre Balducci                 | Kawasaki | 300   |     | 15  | 21  | 23  |     |     | 16  | 17  |     |     | 15  |
| 33  | Cláudio R. Ruiz Filho           | Kawasaki | 300   |     |     |     |     |     |     | 7   | DSQ |     |     | 14  |
| 34  | Sandro Paganelli                | Kawasaki | 300   |     |     |     | 7   |     |     |     |     |     |     | 14  |
| 35  | Cléber Parrado                  | Kawasaki | 300   |     |     |     | 9   |     |     |     |     |     |     | 12  |
| 36  | Victor Hugo Ribeiro Yano        | Kawasaki | LGT   | 9   |     |     |     |     |     |     |     |     |     | 12  |
| 37  | Juliano Tasso                   | Kawasaki | LGT   |     |     | 20  | 24  | 10  | DNS |     |     |     |     | 12  |
| 38  | Solano S. Rodrigues             | Kawasaki | LGT   |     |     |     |     |     |     | 17  | 14  |     |     | 11  |
| 39  | André Ming Bordokan             | Kawasaki | 300   | 19  | 13  | 22  | 26  |     |     |     |     |     |     | 10  |
| 40  | Paulo Henrique Lenharo Faria    | Kawasaki | LGT   |     | 19  | 15  | 38  |     |     |     |     |     |     | 8   |
| 41  | Vinícius Linhares de Castro     | Kawasaki | LGT   | 17  |     |     |     |     |     | 24  | DSQ |     |     | 4   |
| 42  | Waldemir G. B. Nunes            | Kawasaki | LGT   |     |     |     |     |     |     | Ret | 19  |     |     | 2   |
| 43  | Kléber Santos                   | Kawasaki | LGT   |     |     |     | 22  |     |     | 20  | 22  |     |     | 1   |
| 44  | Benedito Alves de Lima e Castro | Kawasaki | LGT   | DSQ |     |     |     |     |     | 28  | DSQ |     |     | 0   |
| 45  | Rafael Gomes Traldi             | Kawasaki | 300   |     | 21  |     |     |     |     |     |     |     |     | 0   |
| 46  | José Roberto Saraiva            | Kawasaki | 300   |     | Ret |     | 31  |     |     |     |     |     |     | 0   |
| 47  | Vitor do Nascimento Rodrigues   | Kawasaki | LGT   |     | DNS | Ret | 25  |     |     | 26  | 24  |     |     | 0   |
| 48  | Gustavo de Toledo Assumpção     | Kawasaki | LGT   |     |     | 25  |     |     |     |     |     |     |     | 0   |
| 49  | Willian Ribeiro                 | Kawasaki | LGT   |     |     |     | 27  |     |     |     |     |     |     | 0   |
| 50  | Carlos Alberto Bento "Maroca"   | Kawasaki | LGT   |     |     |     | 29  |     |     |     |     |     |     | 0   |
| 51  | Kelvin Guilherme                | Kawasaki | 300   |     |     |     | 30  |     |     |     |     |     |     | 0   |
| 52  | Alexandre Maver                 | Kawasaki | LGT   |     |     |     | 32  |     |     |     |     |     |     | 0   |
| 53  | Emerson Marçal                  | Kawasaki | LGT   |     |     |     | 35  |     |     |     |     |     |     | 0   |
| 54  | Alexsander Cantalogo            | Kawasaki | 300   |     |     |     | 36  |     |     |     |     |     |     | 0   |
| 55  | Daniel Schwebel                 | Kawasaki | LGT   |     |     |     |     |     |     | 27  | 25  |     |     | 0   |
| 56  | Kioman Muñoz                    | Kawasaki | 300   |     |     |     |     |     |     | Ret | 27  |     |     | 0   |
| 57  | Ricardo Garrido                 | Kawasaki | LGT   |     |     |     | Ret |     |     |     |     |     |     | 0   |
| 58  | Lin Waner de Oliveira           | Kawasaki | 300   | DSQ |     |     |     |     |     |     |     |     |     | 0   |
| Pos | Piloto                          | Moto     | Clase | GOI | RGS | PAR | INT | SCZ | CAR | GNA | PET | LON | CAS | Pts |

### Copa Honda CBR 500R
| Icono | Categoría                 |
| ----- | ------------------------- |
| 500   | 500R                      |
| MAS   | Master                    |
| LGT   | Light                     |
| JNR   | Junior                    |
| L/J   | Light/Junior (Simultáneo) |

| Pos | Piloto                     | Moto  | Clase | GOI | RGS | PAR | INT | SCZ | CAR | GNA | PET | LON | CAS | Pts |
| --- | -------------------------- | ----- | ----- | --- | --- | --- | --- | --- | --- | --- | --- | --- | --- | --- |
| 1   | Lucas Dezeró               | Honda | 500   | 2   | 3   | 3   | 3   | 4   | 1   | 2   | 1   | 1   | 2   | 221 |
| 2   | Leonardo Tamburro          | Honda | 500   | 3   | 1   | 1   | 1   | 1   | 2   | 1   | 3   | 8   | 3   | 220 |
| 3   | Weslley Leonardo Ribeiro   | Honda | L/J   | 8   | 5   | 6   | 6   | 8   | 5   | 3   | 2   | 3   | 4   | 168 |
| 4   | Rodrigo Jantônio           | Honda | LGT   |     | 4   | 4   | 5   | 3   | 3   | 7   | 7   | 5   | Ret | 136 |
| 5   | Davi Machado Gomide        | Honda | JNR   | 6   |     | 10  | 12  | 5   | DNS | 6   | 8   | 2   | 1   | 126 |
| 6   | Renzo Ferreira             | Honda | JNR   | 1   | 2   | 2   | 4   | Ret | 4   |     |     |     |     | 105 |
| 7   | Márcia Reis                | Honda | LGT   | 14  | 11  | 13  | 16  | 7   | 10  | 8   | Ret | 6   | 6   | 98  |
| 8   | Willian Ribeiro            | Honda | JNR   | 7   | Ret | 5   | 2   | 2   | Ret | Ret | DNS |     |     | 74  |
| 9   | Luigi Maffei               | Honda | 500   | 4   | 8   | 7   | 7   |     | 7   |     |     |     |     | 73  |
| 10  | Rafael Paixão              | Honda | LGT   | 9   | 9   | 11  | 14  |     | 8   |     |     | 4   | Ret | 72  |
| 11  | Moisés Ellias da Silva     | Honda | 500   |     | 6   | 8   | 11  |     |     | 5   | 5   | DSQ | DSQ | 70  |
| 12  | Kleriston Garden           | Honda | LGT   |     |     | 12  | 10  | 6   | Ret | 4   | 6   | DSQ | DSQ | 68  |
| 13  | Luís Bailey                | Honda | LGT   | 10  | 10  | 9   | 8   |     |     |     |     |     |     | 47  |
| 14  | Suzane Carvalho            | Honda | MAS   | 13  |     |     | 15  |     | 9   | Ret | 4   |     |     | 44  |
| 15  | Renan Felipe Barbosa Ramos | Honda | LGT   | 12  |     | 15  | 13  |     |     |     |     |     |     | 23  |
| 16  | Sarah Conessa de Moura     | Honda | L/J   |     |     |     |     |     |     |     |     | NC  | 5   | 16  |
| 17  | Lucas Campos               | Honda | 500   | 5   |     |     |     |     |     |     |     |     |     | 16  |
| 18  | Marco Antônio Reis         | Honda | MAS   |     |     |     |     |     | 6   |     |     |     |     | 15  |
| 19  | Octávio Sereno             | Honda | MAS   |     |     |     |     |     |     |     |     | 7   | Ret | 14  |
| 20  | Lorise Lipiski             | Honda | LGT   |     |     |     |     |     |     |     |     | Ret | 7   | 14  |
| 21  | Osmar Pereira Filho        | Honda | 500   |     | 7   |     |     |     |     |     |     |     |     | 14  |
| 22  | Vivian Almeida "Draga"     | Honda | LGT   |     |     |     |     |     |     |     |     | Ret | 8   | 13  |
| 23  | Helder Franklin            | Honda | LGT   | 11  |     |     | 18  |     |     |     |     |     |     | 13  |
| 24  | Othon Ricardo Lima Russo   | Honda | MAS   |     |     |     | 9   |     |     |     |     |     |     | 12  |
| 25  | Rodrigo Aragão Antonini    | Honda | LGT   |     |     | 14  | 17  |     |     |     |     |     |     | 11  |
| 26  | Felype C. Costa            | Honda | 500   |     |     |     |     |     | 11  |     |     |     |     | 10  |
| 27  | Gabriel Martins            | Honda | LGT   | 15  | Ret |     |     |     |     |     |     |     |     | 6   |
| 28  | Bruno Monteiro Rodrigues   | Honda | LGT   | Ret |     |     |     |     |     |     |     |     |     | 0   |
| 29  | Saylo Predroza             | Honda | LGT   |     |     | Ret |     |     |     |     |     |     |     | 0   |
| 30  | Felipe Pestana             | Honda | LGT   | DNS |     |     |     |     |     |     |     |     |     | 0   |
| 31  | Mauro Ramos                | Honda | LGT   |     |     |     | DNS |     |     |     |     |     |     | 0   |
| Pos | Piloto                     | Moto  | Clase | GOI | RGS | PAR | INT | SCZ | CAR | GNA | PET | LON | CAS | Pts |

### Honda Junior Cup
| Icono | Categoría        |
| ----- | ---------------- |
| CUP   | Honda Junior Cup |

| Pos | Piloto                        | Moto  | Clase | GOI | RGS | PAR | INT | SCZ | CAR | GNA | PET | LON | CAS | Pts |
| --- | ----------------------------- | ----- | ----- | --- | --- | --- | --- | --- | --- | --- | --- | --- | --- | --- |
| 1   | Gabriel Favero                | Honda | CUP   |     |     | 1   | 1   | 1   | 1   | 1   | 1   | 1   | DNS | 175 |
| 2   | Rafael Rigueiro               | Honda | CUP   |     | 3   | 5   | 11  | 5   | 7   | 6   | 5   | 3   | 1   | 152 |
| 3   | Maria Fernanda Rocha          | Honda | CUP   | 3   | 4   | 8   | 5   | 6   | 8   | 8   | 8   | 6   | 5   | 152 |
| 4   | Humberto Maier "Turquinho Jr" | Honda | CUP   |     |     |     | 8   | 4   | 5   | 3   | 2   | 5   | 7   | 119 |
| 5   | Matheus Favero                | Honda | CUP   |     |     |     | 7   | 2   |     | 2   | 3   | 2   | 8   | 113 |
| 6   | Kevin Santos Fontainha        | Honda | CUP   | 5   |     |     | 4   |     | 6   | 4   | 4   | Ret | 3   | 105 |
| 7   | Leopoldo Manella              | Honda | CUP   |     |     | 6   | 6   |     | 4   |     |     | 4   | 2   | 88  |
| 8   | Matheus Valamedi              | Honda | CUP   |     | 2   | 4   | 3   | 7   |     |     |     | 8   | Ret | 87  |
| 9   | Rafael Fernandes              | Honda | CUP   | 2   |     |     |     |     | 2   | 5   | 7   |     |     | 74  |
| 10  | Enzo Valentim Garcia          | Honda | CUP   |     |     |     | 9   |     |     | 7   | 6   | 10  | 6   | 67  |
| 11  | Nicolas Cenedesi              | Honda | CUP   |     |     |     | Ret | 8   | 3   | 10  | 9   |     |     | 56  |
| 12  | Lincoln Lima Mello            | Honda | CUP   |     |     |     | 10  |     | 10  |     |     | 7   | 4   | 54  |
| 13  | Léo Marin                     | Honda | CUP   |     |     | 3   | 2   |     |     | Ret | 10  |     |     | 53  |
| 14  | Eduardo Nunes                 | Honda | CUP   |     | 1   | Ret | Ret | 3   |     |     |     |     |     | 45  |
| 15  | Rayane Dantas                 | Honda | CUP   |     |     |     |     |     |     | 9   | Ret | 9   | 9   | 36  |
| 16  | Léo Netto                     | Honda | CUP   |     | 5   | 7   |     |     |     |     |     |     |     | 30  |
| 17  | Kaywan Costa                  | Honda | CUP   | 1   |     |     |     |     |     |     |     |     |     | 25  |
| 18  | Amanda Garbin                 | Honda | CUP   | 6   |     |     | 13  |     | Ret |     |     |     |     | 23  |
| 19  | Marcelo Fernandes             | Honda | CUP   |     |     | 2   |     |     |     |     |     |     |     | 22  |
| 20  | Lucas Cabaco                  | Honda | CUP   | 4   |     |     |     |     |     |     |     |     |     | 18  |
| 21  | Théo Binari                   | Honda | CUP   |     | 6   |     |     |     |     |     |     |     |     | 15  |
| 22  | Alzhan Barrossi               | Honda | CUP   |     |     |     |     |     | 9   |     |     |     |     | 12  |
| 23  | Nicolas Silva                 | Honda | CUP   |     |     |     | 12  |     |     |     |     |     |     | 9   |
| 24  | Taysa Valéria                 | Honda | CUP   | Ret | Ret |     |     |     |     |     |     |     |     | 0   |
| 25  | Enzo Manfredi                 | Honda | CUP   |     |     |     | Ret | Ret |     |     |     |     |     | 0   |
| 26  | Rafael Rizzi                  | Honda | CUP   | Ret |     |     |     |     |     |     |     |     |     | 0   |
| 27  | Fernando Lugano               | Honda | CUP   |     |     |     |     |     |     |     |     | Ret |     | 0   |
| 28  | Raquel Vaz                    | Honda | CUP   | DNS |     |     |     |     |     | DNS | DNS |     |     | 0   |
| Pos | Piloto                        | Moto  | Clase | GOI | RGS | PAR | INT | SCZ | CAR | GNA | PET | LON | CAS | Pts |

| Color     | Resultado                                                               |
| --------- | ----------------------------------------------------------------------- |
| Oro       | Ganador                                                                 |
| Plata     | 2.ª plaza                                                               |
| Bronce    | 3.ª plaza                                                               |
| Verde     | Finalizó en los puntos                                                  |
| Azul      | Finalizó sin puntos                                                     |
| Azul      | NC - No clasificado                                                     |
| Violeta   | Ret - No terminó (Carrera)                                              |
| Rojo      | DNQ - No se clasificó                                                   |
| Negro     | DSQ - Descalificado                                                     |
| Blanco    | DNS - No empezó (carrera)                                               |
| Blanco    | WD - Retirado (fin de semana)                                           |
| Blanco    | C - Carrera cancelada                                                   |
| Sin color | DNP - Inscrito pero no participó                                        |
| Sin color | INJ - Lesionado                                                         |
| Sin color | EX - Excluido                                                           |
| Estado    | Resultado                                                               |
| Negrita   | Pole position                                                           |
| Cursiva   | Vuelta rápida                                                           |
| †         | Abandona, pero clasifica al completar el porcentaje requerido para ello |

### Sistema de puntuación
Es lícito descartar los tres peores resultados de la temporada.
| Puntuación | 1° | 2° | 3° | 4° | 5° | 6° | 7° | 8° | 9° | 10° | 11° | 12° | 13° | 14° | 15° | 16° | 17° | 18° | 19° | 20° |
| ---------- | -- | -- | -- | -- | -- | -- | -- | -- | -- | --- | --- | --- | --- | --- | --- | --- | --- | --- | --- | --- |
| Carrera    | 25 | 22 | 20 | 18 | 16 | 15 | 14 | 13 | 12 | 11  | 10  | 9   | 8   | 7   | 6   | 5   | 4   | 3   | 2   | 1   |

## Campeones de todas las categorías

### Descripción general
| #   | Categoría                      | Campeón                  | Equipo                 | Construtor | Moto                  | Ref    |
| --- | ------------------------------ | ------------------------ | ---------------------- | ---------- | --------------------- | ------ |
| PRO | SuperBike                      | Diego Faustino           | Honda Mobil Racing     | Honda      | Honda CBR 1000RR      | [ 81 ] |
| PAM | SuperBike Pro Amador           | Fernando Min             | MotoSchool Racing Team | Kawasaki   | Kawasaki Ninja ZX-10R | [ 81 ] |
| PES | SuperBike Pro Estreante        | Ricardo Negretto         | Tecfil Racing Team     | Kawasaki   | Kawasaki Ninja ZX-10R | [ 81 ] |
| MAS | SuperBike Pro Master           | Rogério Gentil Fernandes | Casa dos Motoqueiros   | Kawasaki   | Kawasaki Ninja ZX-10R | [ 81 ] |
| LGT | SuperBike Light                | Juracy Rodrigues ‘Black’ | Black Day Racing Team  | Kawasaki   | Kawasaki Ninja ZX-10R | [ 81 ] |
| MAS | SuperBike Light Master         | Michel Semaan Abboud     | BH Racing              | Kawasaki   | Kawasaki Ninja ZX-10R | [ 81 ] |
| PRO | SuperSport                     | Matheus de Oliveira Dias | Tecfil Racing Team     | Kawasaki   | Kawasaki Ninja ZX-10R | [ 81 ] |
| PAM | SuperSport Pro Amador          | Rafael Dadario           | Sand Racing            | Kawasaki   | Kawasaki Ninja ZX-6R  | [ 81 ] |
| EST | SuperSport Pro Estreante       | Christian Cerciari       | Cerciari Racing School | Yamaha     | Yamaha YZF R6         | [ 81 ] |
| 600 | Copa Kawasaki Ninja 600        | Diego Viveiros           | Tecfil Racing Team     | Kawasaki   | Kawasaki Ninja ZX-6R  | [ 81 ] |
| MAS | Copa Kawasaki Ninja 600 Master | Edvaldo José Martinati   | Couleurs Moto/47Design | Kawasaki   | Kawasaki Ninja ZX-6R  | [ 81 ] |
| 300 | Copa Kawasaki Ninja 300R       | Niko Ramos               | Duda Racing            | Kawasaki   | Kawasaki Ninja 300R   | [ 81 ] |
| LGT | Copa Kawasaki Ninja 300 Light  | Fernando Santos          | Tecfil Racing Team     | Kawasaki   | Kawasaki Ninja 300R   | [ 81 ] |
| 500 | Copa Honda CBR 500R            | Lucas Dezeró             | Alemão Pneus           | Honda      | Honda CBR 500R        | [ 81 ] |
| LGT | Copa Honda CBR 500R Light      | Weslley Leandro Ribeiro  | Hocking Motorsport     | Honda      | Honda CBR 500R        | [ 81 ] |
| JNR | Copa Honda CBR 500R Junior     | Weslley Leandro Ribeiro  | Hocking Motorsport     | Honda      | Honda CBR 500R        | [ 81 ] |
| MAS | Copa Honda CBR 500R Master     | Suzane Carvalho          | Thalgo Racing Team     | Honda      | Honda CBR 500R        | [ 81 ] |
| CUP | Honda Junior Cup               | Gabriel Favero           | Spirit Racing          | Honda      | Honda Titan 150       | [ 81 ] |

## Cobertura televisiva
Las Carreras de lo Campeonato Brasileño de Superbikes se transmiten por Televisión por Cable incluyendo: ESPN, Fox Sports, Movistar+, CBS Sports y NBC Sports. 

### Cobertura en Brasil
| Transmissão | Transmissão                    |
| ----------- | ------------------------------ |
| SporTV      | Narração: Eugênio Rizzardo     |
| SporTV      | Narração: Rogério Rockenbach   |
| SporTV      | Comentários: Pedro Della Corte |
| SporTV      | Comentários: Karen Battaglia   |

| Transmissão | Transmissão                 |
| ----------- | --------------------------- |
| FoxSports   | Narração: Francisco Magon   |
| FoxSports   | Narração: Abel Pompermayer  |
| FoxSports   | Comentários: Paula Camerini |
| FoxSports   | Comentários: Simone Ramos   |

| Transmissão | Transmissão                 |
| ----------- | --------------------------- |
| TVDG        | Narração: Rogério Medeiros  |
| TVDG        | Narração: Douglas Braido    |
| TVDG        | Comentários: Fabiano Araldi |
| TVDG        | Comentários: Lucas Silveira |

| Transmissão | Transmissão                   |
| ----------- | ----------------------------- |
| YouTube     | Narração: Alexandre Eiras     |
| YouTube     | Narração: Thiago Fabris       |
| YouTube     | Comentários: Ivar Castagnetti |
| YouTube     | Comentários: Henrique Gava    |

### Otros países
- Colombia: RCN Televisión y RCN HD2
- Portugal: Sport TV
- Reino Unido: BT Sport
- Canadá: Sportsnet
- España: Movistar+
- Hispanoamérica: ESPN y Star+

### Enlaces de transmisión
| Internet (Global) |
| ----------------- |
| YouTube           |
| Motorsport.tv     |
| Facebook          |
| Zoome             |
| Catve.com         |
| Auto Videos       |
| Twitch            |